# Aude (département)
Pour les articles homonymes, voir Aude.
Ne doit pas être confondu avec l'Aube.
L'Aude (prononcé /od/) est un département français de la région Occitanie, qui se situe dans le Sud de la France. Sa préfecture est Carcassonne concentrant 46 673 habitants, mais sa plus grande ville est Narbonne, comptant 56 395 habitants.
Le nom vient du fleuve l'Aude. L'Insee et La Poste lui attribuent le code 11.

## Histoire

### Les premiers humains
Des traces de la présence humaine, sous forme de percuteurs et d'outils travaillés datant d'environ 1 500 000 ans av. J.-C., sont trouvées dans le département sur la butte de Grazailles, à Carcassonne.

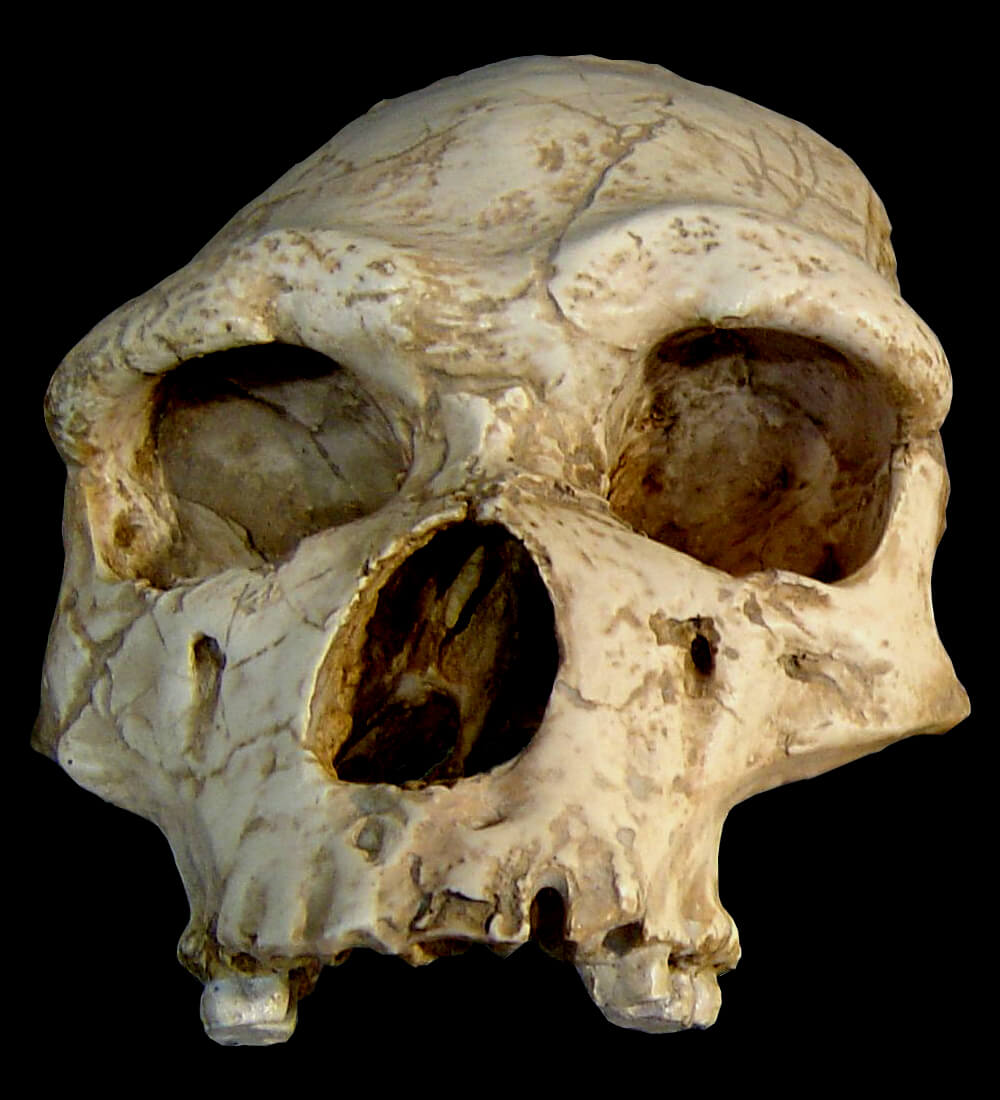
Crâne de l'homme de Tautavel découvert à Tautavel, non loin de l'Aude.

Cependant, la découverte la plus intéressante est celle du crâne de l'homme de Tautavel faite par Henry de Lumley dans la commune de Tautavel dans le département voisin des Pyrénées-Orientales. Il s'agit du plus vieux crâne connu en Europe, datant d'environ 450 000 ans av. J.-C. L'« homme » de Tautavel vivait vraisemblablement dans toute la région.

### La période gallo-romaine
Les Romains, dirigés par le général-consul Domitius Ahenorbarbus, s'installent tout d'abord à Narbonne en 118 av. J.-C., sur l'oppidum de Montlaurès, qui devient la capitale de la province et un port marchand très actif. L'emplacement est stratégique puisqu'il se situe au carrefour de la Via Aquitania et d'une antique voie existante, la  Voie Héracléenne, ainsi qu'en bord de mer et près de l'embouchure de l'Aude. Carcassonne devient latine en 30 av. J.-C. avec de nombreuses exploitations agricoles céréalières. Pendant près de deux siècles, l'Aude est en paix et l'économie de la région se développe très fortement.

### Diverses occupations
Les Wisigoths envahissent le pays en 435 alors que Flavius Aétius, sénateur romain, était occupé à réprimer les bagaudes, des brigands de la Gaule. En 507, Clovis remporte la bataille de Vouillé face aux Wisigoths, ce qui lui permet de conquérir Toulouse et l'Aquitaine mais il ne peut récupérer le territoire de l'Aude qui reste aux mains des Wisigoths grâce au secours du roi des Ostrogoths, dont les troupes battent le fils du conquérant franc en 508. La région faisait alors partie de la Septimanie, province ainsi appelée parce qu'elle se composait de sept évêchés que les rois wisigoths y avaient établis : Elne, Agde, Narbonne, Lodève, Béziers, Maguelonne et Nîmes. La Septimanie recouvrait l'Aude mais aussi toute la région du Languedoc-Roussillon.

### Mise en place des comtés
En 817, Louis le Débonnaire détache le Carcassès et le Razès de la Septimanie pour les réunir au marquisat de Toulouse et au royaume d'Aquitaine. Le premier comte de Carcassonne, Oliba, de la famille des comtes de Barcelone, est alors mis en place en 819. Le Razès était un autre comté formé par un archevêque de Narbonne, chassé de sa ville par les Sarrasins. Il y avait transporté son siège épiscopal et avait procuré à ce petit pays les honneurs du titre féodal. Narbonne forme un troisième comté. Ainsi, le département de l'Aude était formé au IXe siècle de trois comtés : le comté de Carcassonne, le comté du Razès et le comté de Narbonne. En 880, le comté du Razès est uni par un mariage à celui de Carcassonne pour n'en être plus jamais séparé.
À partir du comté de Carcassonne est créé le comté de Foix pour la branche cadette de la famille. À partir du comté de Foix est créée la vicomté de Couserans.

### Le catharisme dans l'Aude
Au XIIIe siècle, la région connaît le développement du catharisme. Cette religion fut très vite jugée comme hérétique par l’Église catholique. Face à son implantation profonde dans les comtés de Carcassonne et de Toulouse, le pape Innocent III lance en 1209 la croisade contre les albigeois. Les barons du nord s’unissent pour former l’armée des chevaliers croisés sous les ordres de Simon de Montfort. Tandis que le comte de Toulouse, Raymond VI, reçoit l’absolution, le comte de Carcassonne affronte seul l’armée. Carcassonne devient le refuge de nombreux cathares.

### La Réforme protestante et l’expansion économique du département
En 1561, des troubles religieux apparaissent en particulier à Carcassonne à la suite de la Réforme protestante. Le duc Henri Ier de Montmorency, gouverneur du Languedoc, rejoint les réformés en 1574. Côté catholique, c’est le duc Anne de Joyeuse qui prend la tête de la ligue catholique. Henri II de Montmorency, est défait lors de la bataille de Castelnaudary en septembre 1632 contre les troupes royales, puis condamné à mort et exécuté à Toulouse.

### La création du département

Carte de l'Aude (1790)

Le département est créé à la Révolution française, le 4 mars 1790, en application de la loi du 22 décembre 1789, à partir d'une partie de l'ancienne province du Languedoc. Les députés des trois sénéchaussées de Carcassonne, Limoux et Castelnaudary s’accordaient pour réclamer des changements quel que soit l’ordre auquel ils appartenaient. La majorité des sociétés populaires créées dans les communes furent rattachées au Club des Jacobins, de préférence au Club des Cordeliers. Le département de l’Aude apparut le 29 janvier 1790. Les divisions administratives furent modifiées par la loi du 28 pluviôse an VIII, qui créa quatre arrondissements (Raymond Poincaré les réduisit à trois en 1926) et ramena le nombre de cantons de 45 à 31.

### XXesiècle
L'Aude connaît une forte production viticole tandis que les céréales du Lauragais éprouvent de grandes difficultés. Mais le département subit la surproduction et la mévente du vin. En 1907, sous l’impulsion de Marcelin Albert et du maire de Narbonne, Ernest Ferroul, la crise viticole se transforme en révolte des vignerons. Cela se traduit par la création à partir de 1909 de nombreuses caves coopératives audoises.

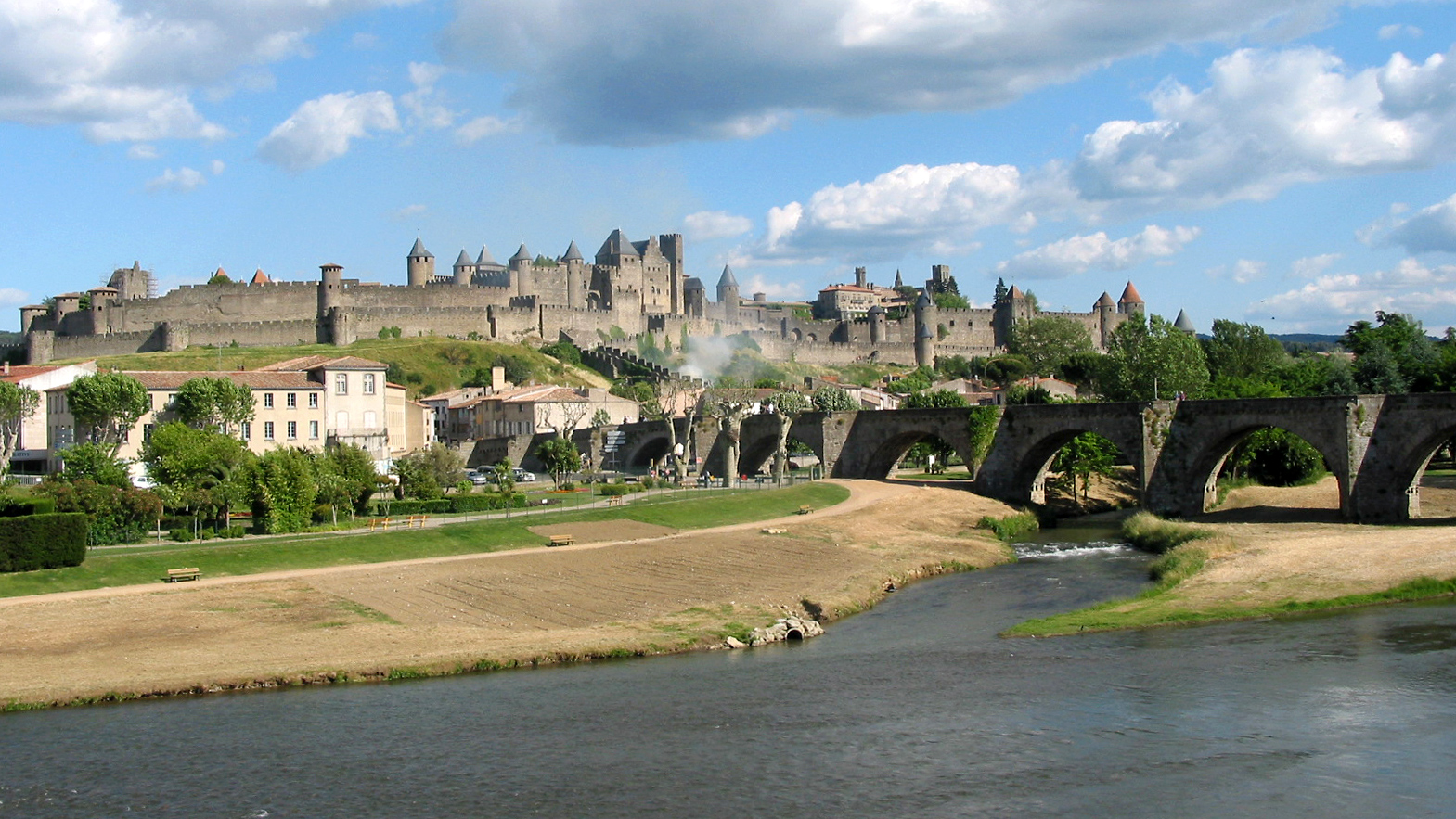
Carcassonne, préfecture du département traversée par l'Aude.

### XXIesiècle
Le 1er janvier 2016, la région Languedoc-Roussillon, à laquelle appartenait le département, fusionne avec la région Midi-Pyrénées pour devenir la nouvelle région administrative Occitanie.
Dans la nuit du 14 au 15 octobre 2018, le département est touché par des inondations sans précédent qui font gonfler les cours d'eau de 8 m et noient au moins 15 personnes. À l’avenir, le réchauffement climatique devrait entrainer un renforcement des très fortes pluies et des crues éclair dans le sud de la France.

## Héraldique
| Armes de l'Aude | Les armes de l'Aude se blasonnent ainsi : « De gueules à la croix cléchée, vidée et pommetée de douze pièces d'or, à la bordure crénelée d'argent. » |

## Géographie

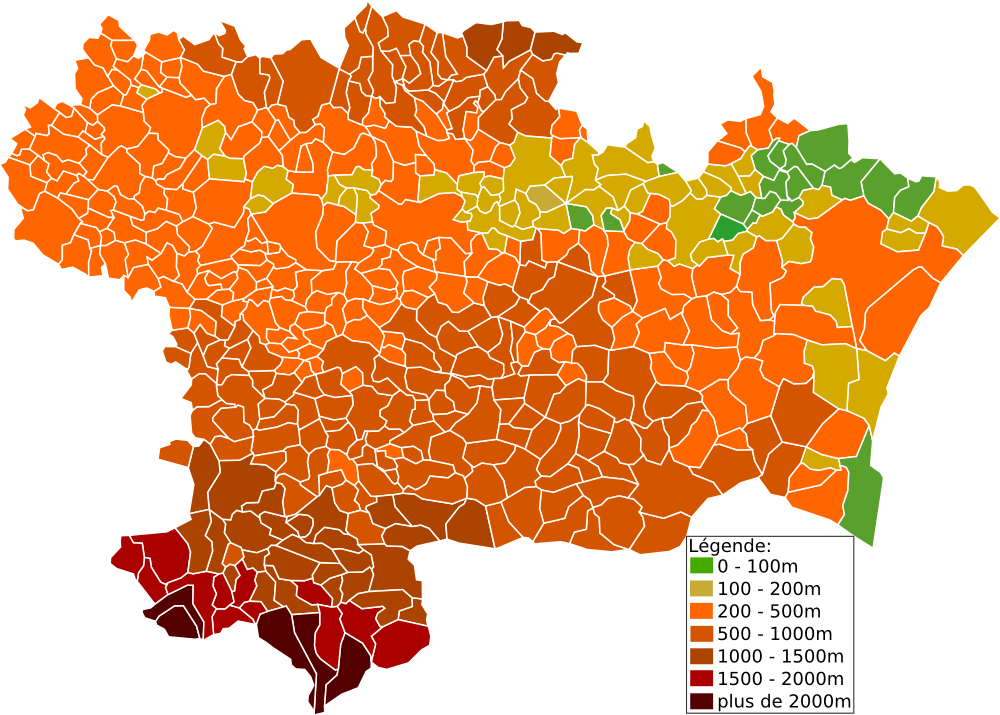
Carte des communes de l'Aude par altitude maximale.

L’Aude fait partie de la région Occitanie. Elle est limitrophe des départements des Pyrénées-Orientales au sud, de l’Ariège à l'ouest, de la Haute-Garonne au nord-ouest, du Tarn au nord et de l’Hérault au nord-est. À l’est, le département est bordé par la Méditerranée (golfe du Lion) sur 47 km. Sa superficie est de 6 139 km2, ce qui le classe au 39e rang des départements français. L’Aude est aussi un département pyrénéen dont le point culminant est le pic de Madrès à 2 469 m.
Points extrêmes du département de l'Aude :
- nord : Laprade ;
- sud : Le Bousquet ;
- est : Fleury ;
- ouest : Molandier.

| Haute-Garonne | Tarn                | Hérault          |
| Ariège        | Aude                | Mer Méditerranée |
|               | Pyrénées-Orientales |                  |

### Régions naturelles

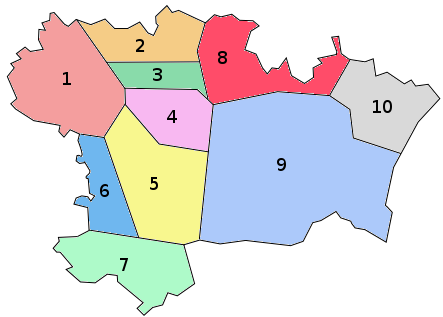
Régions naturelles de l’Aude.

Dans ce département se trouvent des pays qui sont des régions naturelles :
1. Lauragais ;
2. Montagne Noire ;
3. Cabardès ;
4. Carcassonnais ;
5. Razès ;
6. Quercorb ;
7. Pays de Sault ;
8. Minervois ;
9. Corbières ;
10. Narbonnais.

### Paysages
Chaque région naturelle de l’Aude est marquée par un paysage particulier. Ainsi, dans l'Est, la lagune et les étangs du littoral forment une barrière littorale entre les terres et la mer. Ils se sont formés par l’accumulation des sédiments apportés par l’Aude, l’Orb et l’Hérault. Ce paysage est constitué de nombreux étangs où l’eau est saumâtre. Le milieu est assez contraignant pour la faune et la flore car il doit subir les assauts de la mer, du soleil, du dessèchement et des inondations. S’y sont développées des plantes halophiles et c’est le lieu privilégié des animaux comme le flamant rose ou l’échasse blanche.

Paysages de l'Aude :
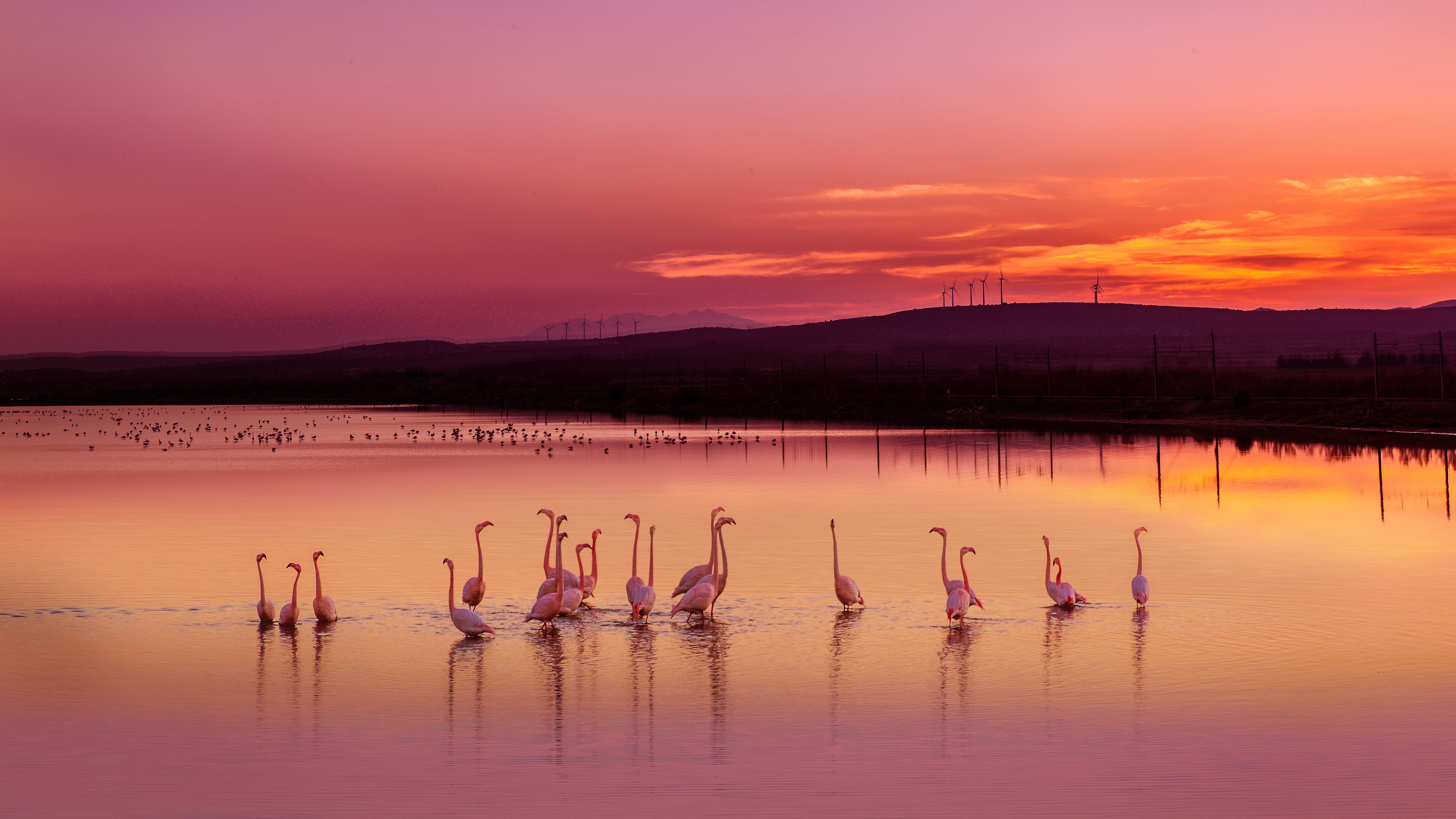
Flamants roses à l'étang de Leucate dans l'extrême sud-est.
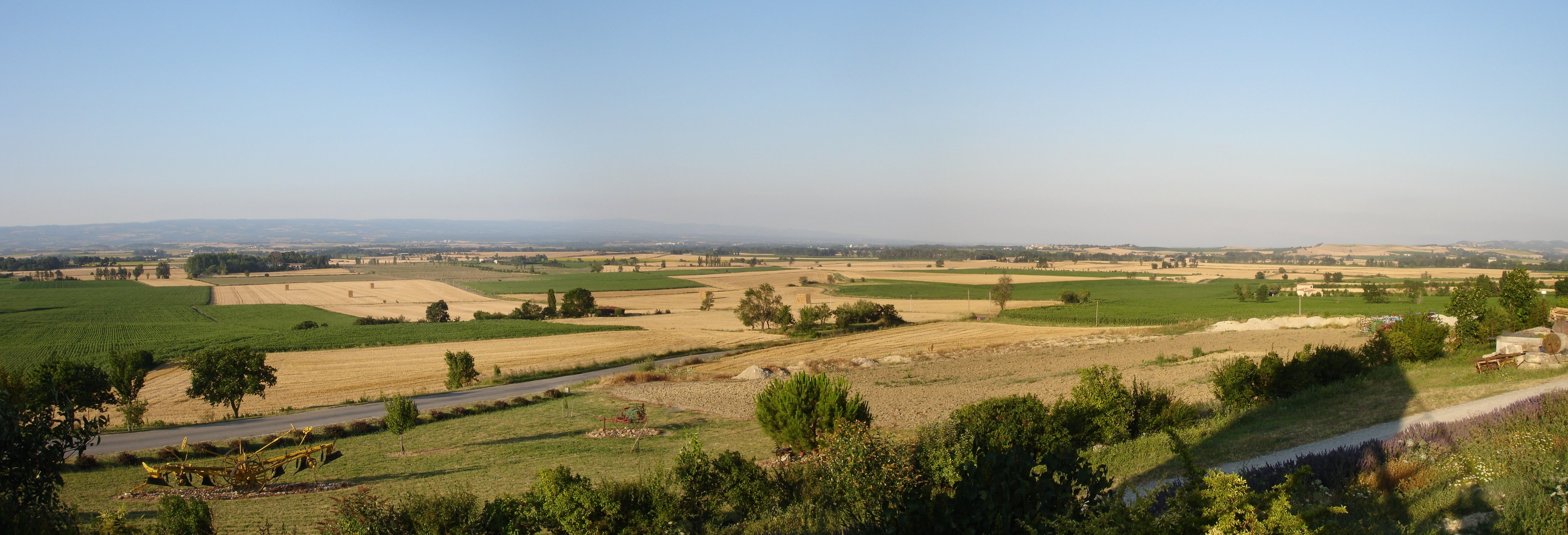
Paysage du Lauragais, dans le nord-ouest.

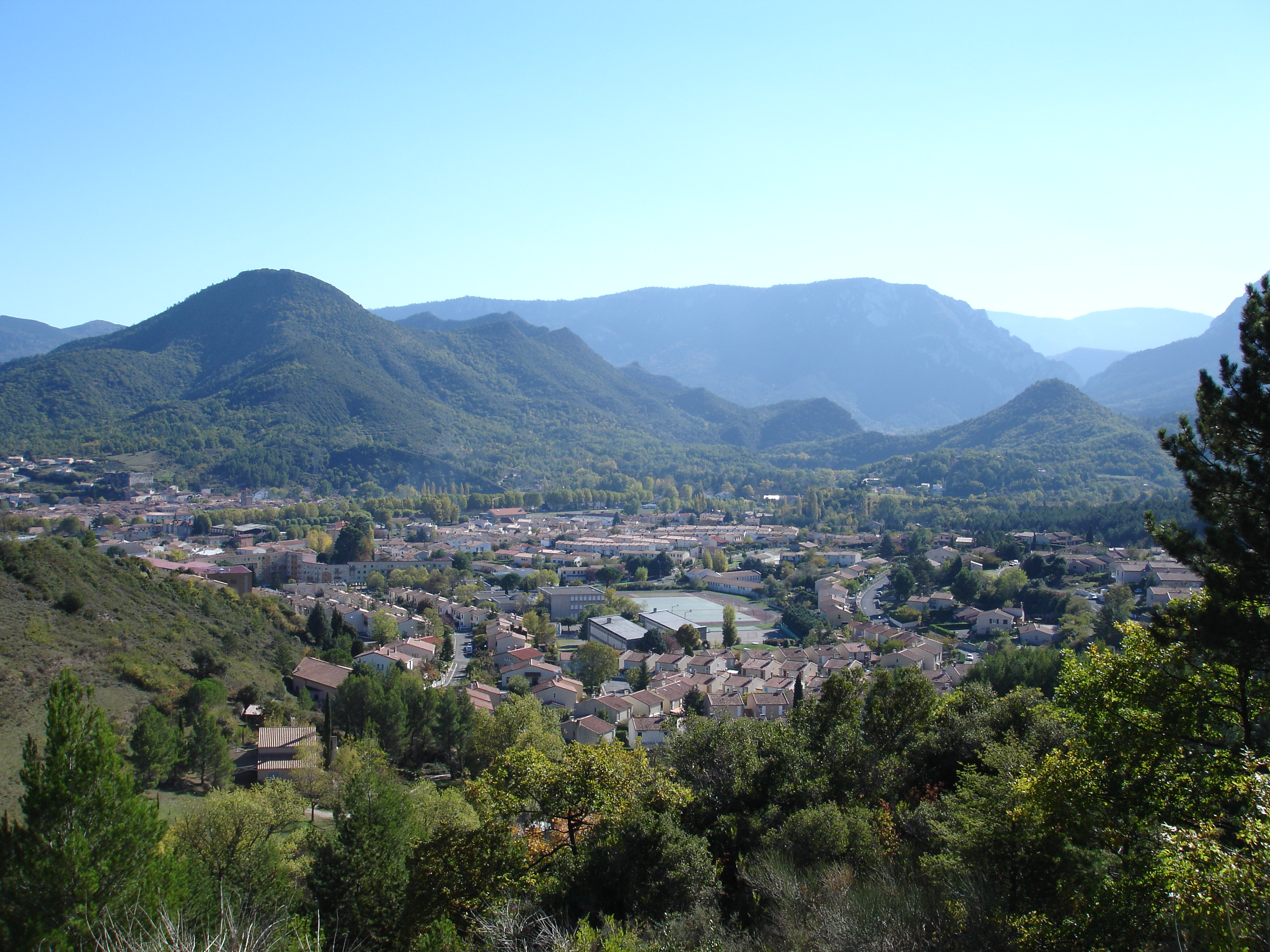
Paysage de basse montagne dans le Razès à Quillan, dans le sud-ouest.
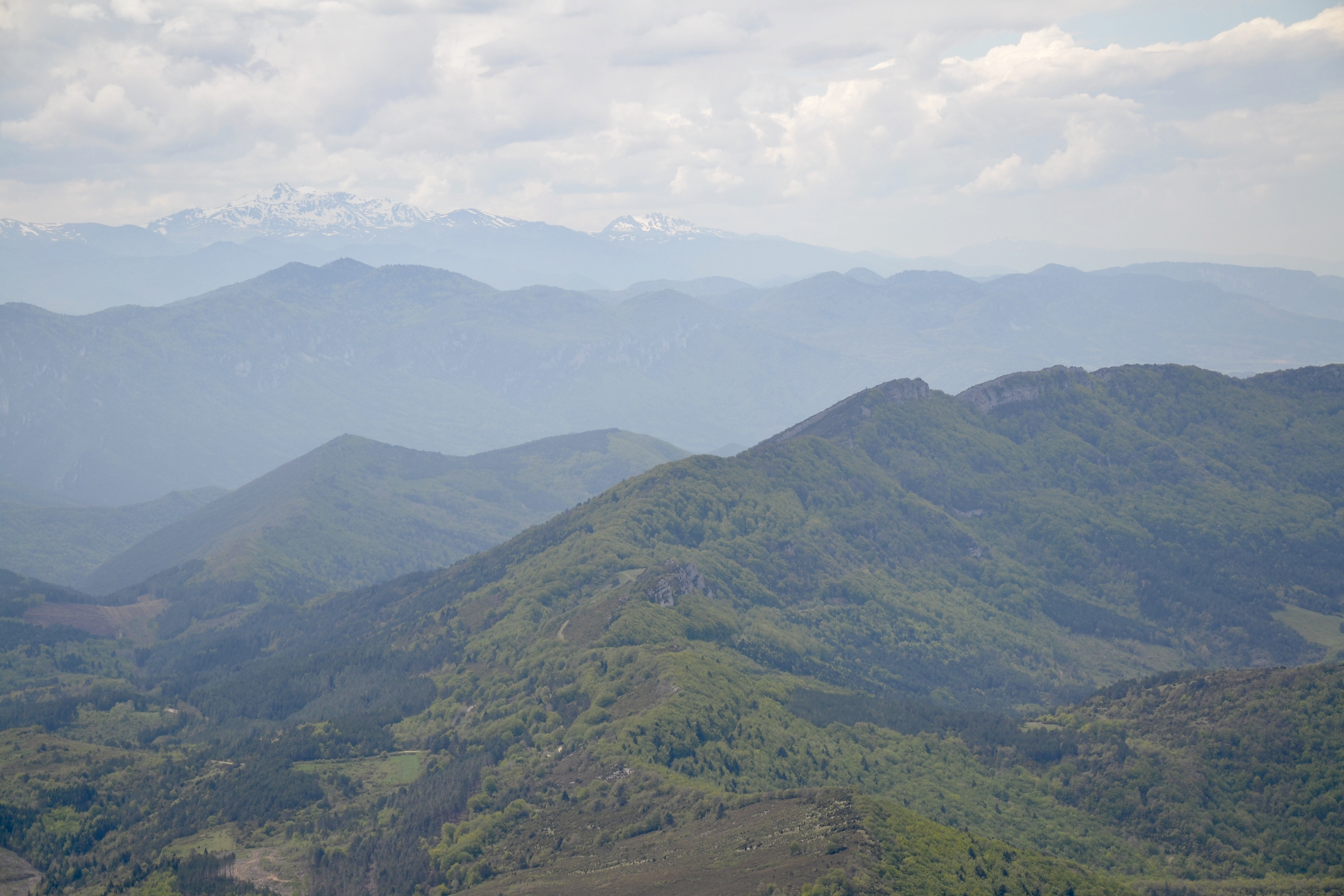
Les Pyrénées audoises : paysage au sommet du pech de Bugarach, et en arrière-plan, le pic de Madrès, dans le sud.
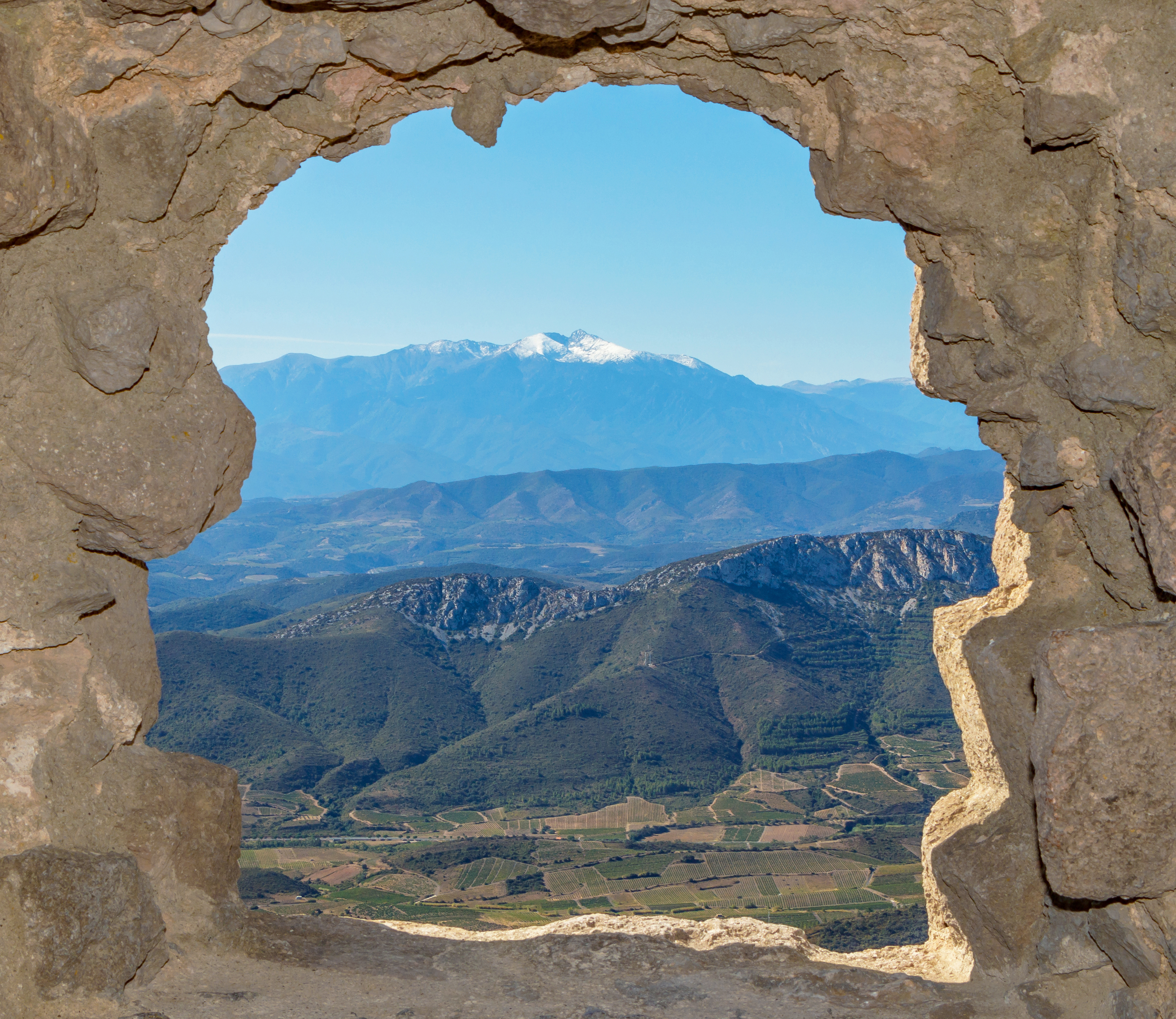
Le pic du Canigou depuis le château de Quéribus à Cucugnan dans le département de l'Aude, dans le sud.
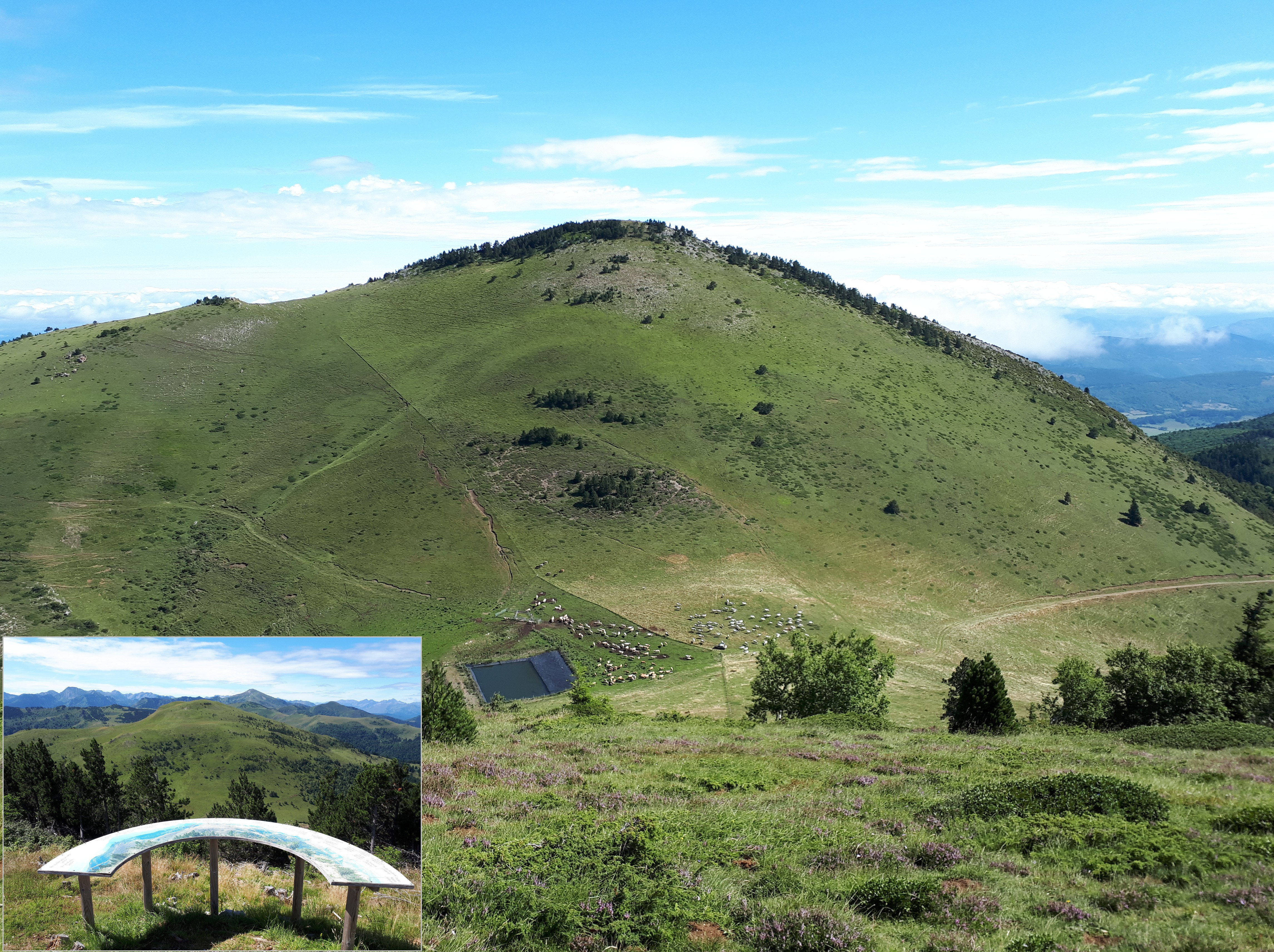
Pic d'Ourtiset (au sud du pays de Sault) : un paysage de prairies d'estive (en médaillon : pic de Bentaillole depuis Ourtiset).
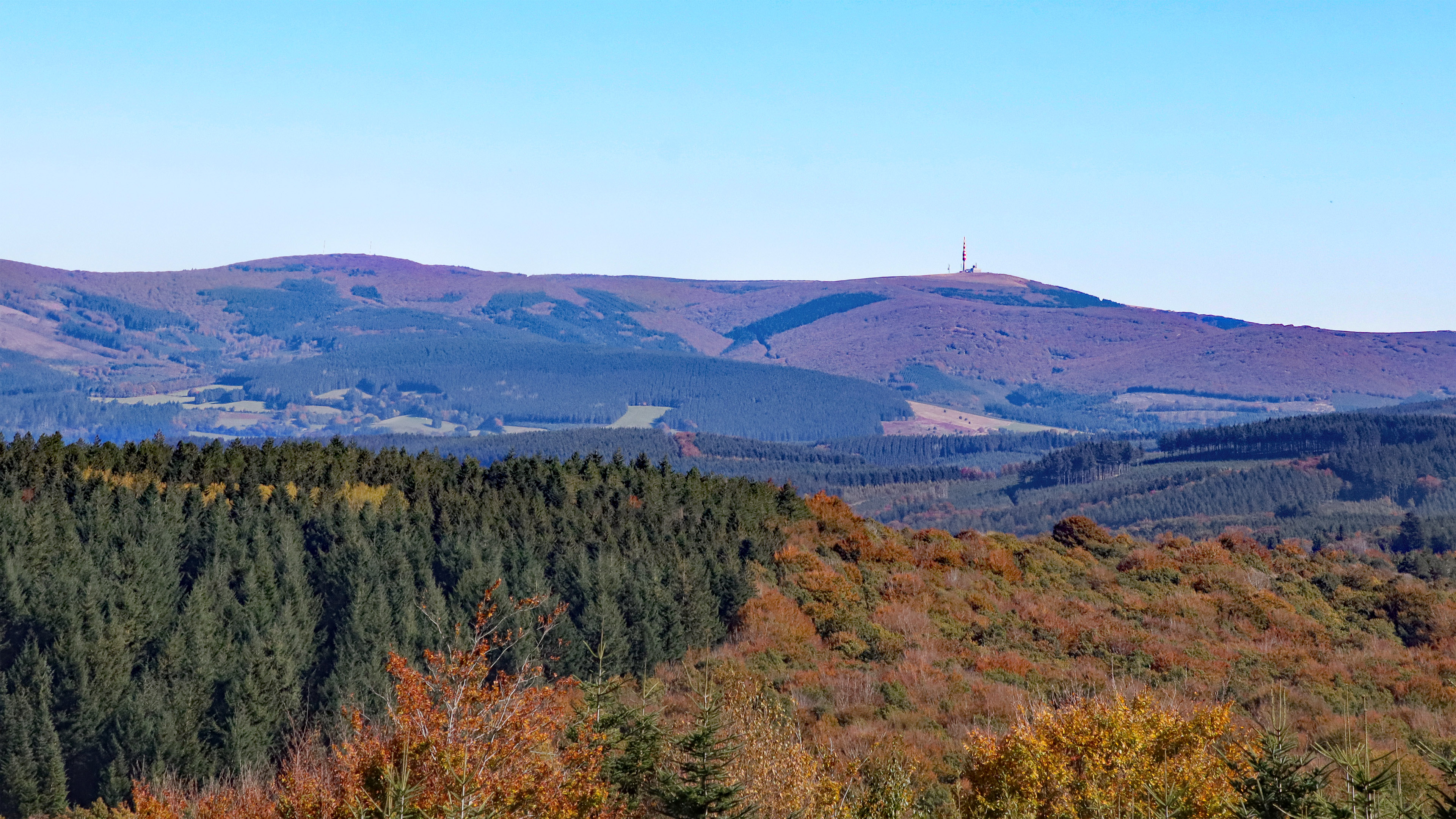
Les forêts de hêtres et de résineux couvrent la partie haute de la Montagne Noire dominée par le pic de Nore.

Plus à l'ouest, dans les terres, le maquis et la garrigue dominent le paysage des zones sèches de l’Aude et des Corbières. Ce paysage est issu du déboisement et était entretenu par l’élevage des animaux. La flore y est variée et typique. On y retrouve de nombreuses espèces d’orchidées. Le pays de Sault est dominé par des hêtraies et des sapinières à l’étage montagnard. Ces forêts sont réputées par leurs champignons et détiennent une flore et une faune riches comme le lis des Pyrénées ou la prêle des bois. On y observe aussi Calotriton asper.
Dans le Nord et dans l’Ouest, le pays de la Montagne noire est constitué de forêts de chênes et de hêtres. Le Lauragais est constitué d’un paysage de bocage où l’agriculture céréalière façonne les collines. On y trouve des plans d’eau comme le lac de la Ganguise. Enfin, la haute vallée de l’Aude (Razès) est formée d’une ripisylve constituée de hêtres, aulnes, peupliers ou frênes. On y trouve quelques tourbières, assez rares dans le Sud de la France.

### Géologie

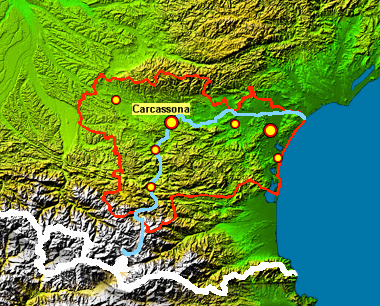
Carte du relief et des principales villes.

Les paysages de l'Aude peuvent s’expliquer grâce à la géologie. Dans le Sud se trouvent des roches sédimentaires plissées lors de la formation des Pyrénées. Dans le Nord et le Centre se trouvent des roches sédimentaires moins plissées. Dans l’extrême Est, près de la Méditerranée, les roches sont entaillées de failles d'effondrement (faille normale) qui sont dues à l'ouverture du golfe du Lion.
La montagne Noire et le Minervois, dans le Nord, sont constitués de gneiss, de granites, de schistes et de marbre constituant la limite sud du Massif central. Ce sont des roches anciennes formées il y a plus de 300 millions d’années et déformées par la formation de la chaîne hercynienne. La montagne d'Alaric est un pli anticlinal en forme de voûte et constitué de calcaire.
L'Aude est l'un des deux départements du pays, avec le Haut-Rhin (massifs vosgien et jurassien) à être adossé sur deux massifs montagneux à la fois.

### Climat
Le climat de l’Aude est un climat à dominante méditerranéenne. L’automne est caractérisé par des orages violents et rapides. L’été est souvent chaud et sec, ce qui est favorable à la culture de la vigne et de l’olivier.
Mais le département est plus contrasté. Dans le Nord, la montagne Noire, et dans le Sud, le pays de Sault, sont des climats à dominante montagnarde avec des températures parfois très basses en hiver. Dans l’Ouest, le climat est à dominante aquitaine avec des précipitations plus importantes tandis que dans l'Est le climat est purement méditerranéen. Dans le centre — régions limouxine, carcassonnaise et du Razès – le climat est dit intermédiaire avec des expositions importantes aux vents.
Les vents sont souvent présents dans l’Aude. C’est l’un des départements français les plus venteux avec 300 à 350 jours de vent par an. Ce phénomène est essentiellement dû aux reliefs nord et sud qui forment un couloir. Du nord-ouest souffle le cers, appelé tramontane en Catalogne ou mistral en Provence. C’est un vent de terre, sec, violent et froid en hiver. De l'est souffle le marin qui devient l’autan au-delà de Castelnaudary et en pays toulousain. Il est chaud et humide et provient de la mer. Ces vents réguliers ont permis d’installer de nombreux parcs d’éoliennes.

### Hydrographie
Le réseau hydrographique de l’Aude est marqué par son fleuve du même nom. Il prend sa source au roc d'Aude, traverse les barrages de Matemale et Puyvalador sur le plateau du Capcir à 1 500 m, puis traverse le département du sud au nord en passant par Axat, Quillan et Limoux en suivant la haute vallée de l’Aude. À Carcassonne, le fleuve change de direction vers la mer Méditerranée à l’est, où il se jette près de Fleury. L'embouchure de l'Aude se trouve au petit hameau des Cabanes de Fleury, où lors des crues la plage se trouve recouverte de bois et de déchets plastiques et autres de la société moderne...
Les autres cours d'eau principaux sont l'Orbieu, le Verdouble, le Fresquel, la Boulzane, l'Hers-Vif, l'Orbiel, la Berre, l'Hers-Mort et la Vixiège.

## Économie
Le secteur primaire tenait une place importante dans le département de l’Aude. Mais depuis les années 1960, ce dernier est en déclin.

### Agriculture et pêche

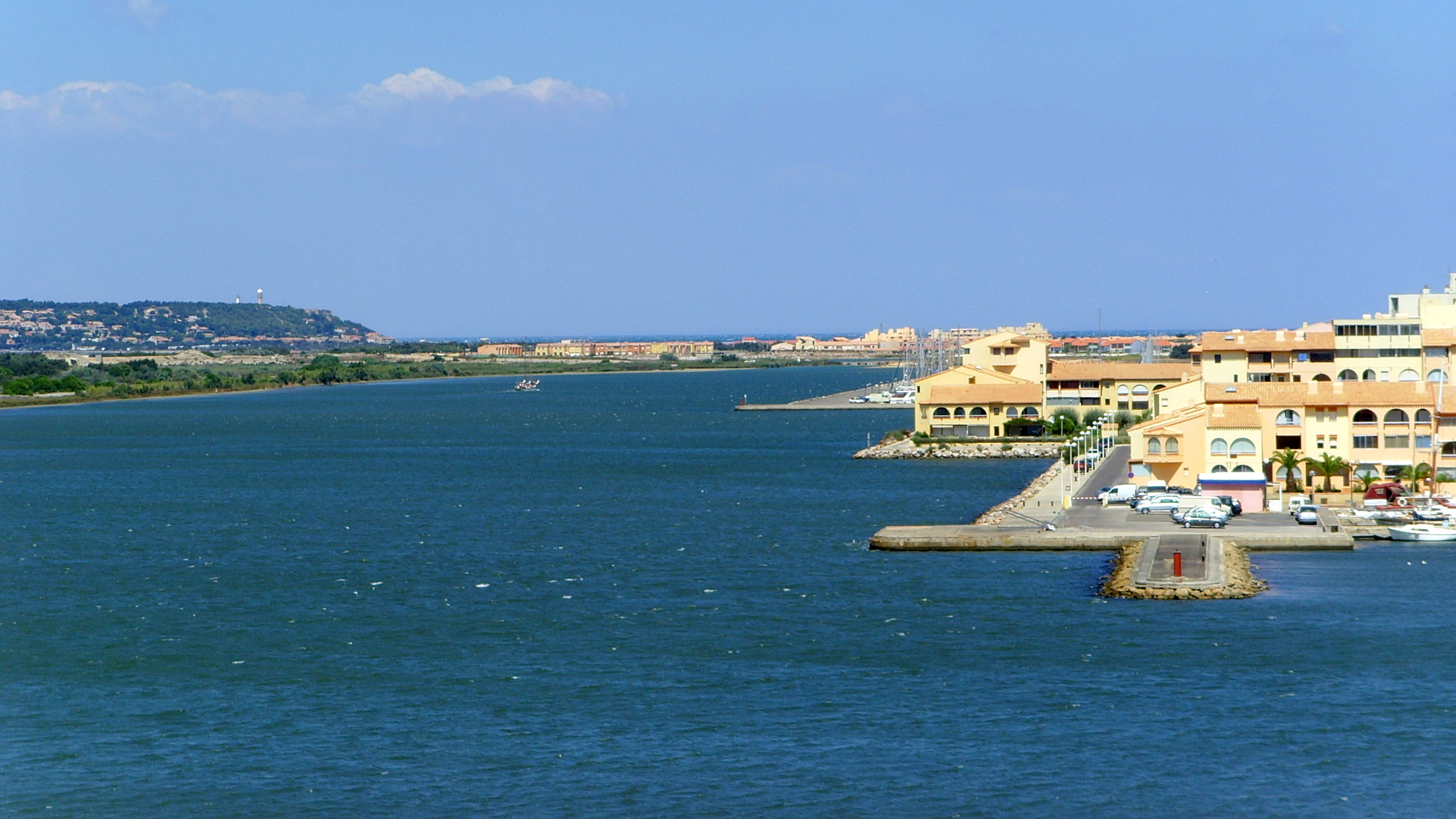
Entrée du port de Leucate.

L’Aude est un pays agricole où la viticulture domine dans l’Est avec les vins de Corbières ou de la Clape, dans le centre avec le Minervois et les côtes de Malepère et dans le Sud avec la blanquette de Limoux. Dans le Lauragais, c’est l’agriculture céréalière qui domine tandis que dans la Montagne Noire seul l’élevage de moutons est possible. De plus, on observe depuis peu une augmentation de la culture d’oliviers en vue de produire de l’huile d'olive.
Port-la-Nouvelle est le premier port de pêche du département suivi du port de Gruissan. En 1996, l’Aude comptait 127 navires de pêche dont 75 à Port-la-Nouvelle et 52 à Gruissan. Ces navires se répartissaient comme suit :
- chalutiers : 19 à Port-la-Nouvelle ;
- thoniers : 2 à Port-la-Nouvelle ;
- petits métiers : 106 dont 54 à Port-la-Nouvelle et 52 à Gruissan.

Les petits métiers correspondent à des embarcations de type barque avec un seul homme pêchant en étang ou des embarcations de type vedette pêchant au large des côtes et emmenant au maximum trois personnes. 85 % des embarcations de petits métiers sont destinées à la pêche en étang (de Bages et de Sigean, de Leucate, de l'Ayrolle) comme dans l’étang de Thau.

### Viticulture
La viticulture est la première économie du département. Les terroirs de l’Aude sont variés et de caractère. La viticulture a connu ses heures de gloire mais aussi de grandes difficultés. Aujourd’hui, elle s’est adaptée et doit encore s’adapter à un marché difficile et changeant. Ce sont les Grecs qui implantent la vigne dans l'Aude et les Romains qui fixent les droits d’exploitation. Les premières vignes sont plantées dans le Minervois au Ier siècle.

Carte des vignobles de l’Aude.

Mais la vigne et le vin ne sont produits que pour un usage courant et d’autosuffisance pendant des années. Les céréales et les oliviers dominaient les plaines fertiles de l’Aude. C’est au début du XIXe siècle que le vin se développe dans l’Aude et le reste du Languedoc-Roussillon. Le vin devient un produit de consommation courante. Les rendements sont nécessaires et la vigne remplace les céréales dans les plaines. Une première période de prospérité est importante vers 1850 avant que le phylloxera fasse son apparition vers 1870. À la fin du XIXe siècle, l’Aude connaît une deuxième période faste mais la crise viticole se déclenche en 1901 à cause d’une production importante, de fraudes et de méventes. Elle atteint son paroxysme lors de la révolte des vignerons en 1907. Les viticulteurs créent alors un groupement de coopérants et s’organisent pour éviter les fraudes et la tromperie. En 1919 puis en 1935, une loi sur les AOC est adoptée sous l’impulsion de Jean Capus. L’INAO est dès lors mis en place comme organisme de contrôle et d’application de décrets.
Après la Seconde Guerre mondiale, le vignoble est redynamisé et la région vit d’une viticulture de masse. Le vin est produit en grande quantité et satisfait une population peu exigeante. Il faut fournir un produit en grande quantité à très bas prix. En 1970, le marché a évolué remplaçant la quantité par la qualité et provoquant une seconde crise viticole. De nombreuses manifestations, négociations et attentats paralysent la région et l’économie. Émile Pouytès et le CRS Joël le Gof meurent tragiquement à Montredon-des-Corbières le 4 mars 1976 durant cette crise. Une large évolution de la viticulture audoise se met en marche avec une réorganisation de la profession et du vignoble. La qualité doit alors devenir la marque du vin de l’Aude.
L’Aude a un terroir riche et varié. Le soleil est très présent et permet de produire un vin de qualité. De nombreux crus sont présents dans le département allant des vins de table aux AOCS en passant par les vins de pays et les VDQS. On distingue sept zones principales de production :
- le vignoble du Cabardès (1) ;
- le vignoble des Corbières (6) ;
- le vignoble des Côtes de la Malepère près de Carcassonne (2) ;
- le vignoble des Coteaux-du-Languedoc dans la plaine du Narbonnais (5) ;
- le vignoble de Fitou (7) ;
- le vignoble de Limoux (3) ;
- et le vignoble du Minervois (4).

Ces zones produisent différents vins comme la blanquette de Limoux, le crémant et chardonnay du Limouxin, la Clape, les Corbières, le Fitou ou le Cabardès.

### Industrie et énergie
L’activité industrielle est fortement représentée dans la haute vallée de l’Aude surtout dans l’arrondissement de Limoux depuis la fin du XIXe siècle. Aujourd’hui encore, l’usine de brique (groupe Lafarge) de Limoux est en pleine expansion.
Mais depuis les années 1970, l’industrie connaît un rapide déclin des industries traditionnelles comme la chaussure ou le chapeau. Elle est surtout présente aujourd’hui dans l’arrondissement de Narbonne, notamment avec les installations portuaires et les dépôts pétroliers de Port-la-Nouvelle.
À partir de 1889, la haute vallée de l’Aude connaît un essor important de l’hydroélectricité. Elle fut même le premier département dans le transport et la production d’hydroélectricité grâce aux usines d’Alet et de Quillan. Sous l’impulsion de Joachim Estrade fut créée la Société méridionale de transport de force (SMTF) qui devient la première société d’électricité en France en 1901. L’usine d’Axat-Saint-Georges alimentait les villes de Carcassonne et de Narbonne avec du 20 000 volts.
Aujourd’hui, le département de l’Aude est le premier département en ce qui concerne le nombre d’éoliennes installées. Il existe 113 éoliennes en fonctionnement. Elles ont une puissance d'environ 91 MW et produisent une quantité d'énergie qui représente la consommation domestique d’électricité d’environ 100 000 personnes. Avec la multiplication de ces installations, la préfecture cherche à mettre en place en concertation avec tous les acteurs (habitants, industriels...) une charte de bonne conduite sur l'éolien.
Toujours dans le domaine de l'énergie, EDF a implanté la plus grande centrale photovoltaïque d'Europe vers Moussan, pas loin de l'usine Comurhex, usine stratégique pour l'industrie nucléaire puisqu'elle transforme le carburant nucléaire.
L'Aude est aussi le siège d'entreprises comme Lafarge (Port-la-Nouvelle), Terreal (Castelnaudary), Actis (Limoux), Formica (marque) (Quillan), Arterris (Castelnaudary), Braas Monier (Limoux), Salins du Midi (Gruissan), Narbonne Accessoires (Narbonne), Socamil (Castelnaudary), Jean de Bru (Carcassonne), Minilampe (Carcassonne), Chipie (Carcassonne), Ateliers d'Occitanie (Narbonne), etc.

### Artisanat
L'artisanat est très bien représenté dans l'Aude. Il occupe plus de 14,6 % de la population active. Il représente 5 400 entreprises dans 250 métiers qui réalisent un chiffre d’affaires de trois milliards de francs.[Quand ?]

## Démographie
Les habitants de l'Aude sont les Audois. Le recensement de 1990 confirme une croissance de la population de l'Aude depuis les années 1960 avec environ 700 habitants de plus par an. Cette croissance s'explique par le retour des retraités de plus de 60 ans dans leur région d'origine et par l'arrivée d'une population immigrée issue du bassin méditerranéen.
En 2022, le département comptait 377 773 habitants, en évolution de +2,65 % par rapport à 2016 (France hors Mayotte : +2,11 %). La population est essentiellement rurale avec une densité de 61,5 hab./km2 soit deux fois moins que la moyenne nationale. Les deux villes principales, Carcassonne et Narbonne, sont des villes moyennes regroupant seulement un tiers des habitants du département.
| 1791    | 1801    | 1806    | 1821    | 1826    | 1831    | 1836    | 1841    | 1846    |
| ------- | ------- | ------- | ------- | ------- | ------- | ------- | ------- | ------- |
| 239 642 | 225 228 | 240 993 | 253 194 | 265 991 | 270 125 | 281 080 | 284 285 | 289 661 |

| 1851    | 1856    | 1861    | 1866    | 1872    | 1876    | 1881    | 1886    | 1891    |
| ------- | ------- | ------- | ------- | ------- | ------- | ------- | ------- | ------- |
| 289 747 | 282 833 | 283 606 | 288 626 | 285 927 | 300 065 | 327 942 | 332 080 | 317 372 |

| 1896    | 1901    | 1906    | 1911    | 1921    | 1926    | 1931    | 1936    | 1946    |
| ------- | ------- | ------- | ------- | ------- | ------- | ------- | ------- | ------- |
| 310 513 | 313 531 | 308 327 | 300 537 | 287 052 | 291 951 | 296 880 | 285 115 | 268 889 |

| 1954    | 1962    | 1968    | 1975    | 1982    | 1990    | 1999    | 2006    | 2011    |
| ------- | ------- | ------- | ------- | ------- | ------- | ------- | ------- | ------- |
| 268 254 | 269 782 | 278 323 | 272 366 | 280 686 | 298 712 | 309 770 | 341 022 | 359 967 |

| 2016    | 2021    | 2022    | - | - | - | - | - | - |
| ------- | ------- | ------- | - | - | - | - | - | - |
| 368 025 | 376 028 | 377 773 | - | - | - | - | - | - |

### Communes les plus peuplées
| Nom                | Code Insee | Intercommunalité                               | Superficie (km2) | Population (dernière pop. légale) | Densité (hab./km2) | Modifier                                    |
| ------------------ | ---------- | ---------------------------------------------- | ---------------- | --------------------------------- | ------------------ | ------------------------------------------- |
| Narbonne           | 11262      | CA Grand Narbonne                              | 172,96           | 56 692 (2022)                     | 328                | modifier les données · modifier les données |
| Carcassonne        | 11069      | CA Carcassonne Agglo                           | 65,08            | 46 429 (2022)                     | 713                | modifier les données · modifier les données |
| Castelnaudary      | 11076      | CC Castelnaudary Lauragais Audois              | 47,72            | 12 212 (2022)                     | 256                | modifier les données · modifier les données |
| Lézignan-Corbières | 11203      | CC Région Lézignanaise, Corbières et Minervois | 37,68            | 10 855 (2022)                     | 288                | modifier les données · modifier les données |
| Limoux             | 11206      | CC du Limouxin                                 | 32,41            | 10 339 (2022)                     | 319                | modifier les données · modifier les données |
| Port-la-Nouvelle   | 11266      | CA Grand Narbonne                              | 28,55            | 5 882 (2022)                      | 206                | modifier les données · modifier les données |
| Coursan            | 11106      | CA Grand Narbonne                              | 24,61            | 5 762 (2022)                      | 234                | modifier les données · modifier les données |
| Sigean             | 11379      | CA Grand Narbonne                              | 35,35            | 5 620 (2022)                      | 159                | modifier les données · modifier les données |
| Trèbes             | 11397      | CA Carcassonne Agglo                           | 16,36            | 5 386 (2022)                      | 329                | modifier les données · modifier les données |
| Gruissan           | 11170      | CA Grand Narbonne                              | 43,65            | 5 068 (2022)                      | 116                | modifier les données · modifier les données |
| Leucate            | 11202      | CA Grand Narbonne                              | 23,55            | 4 531 (2022)                      | 192                | modifier les données · modifier les données |
| Villemoustaussou   | 11429      | CA Carcassonne Agglo                           | 11,94            | 4 434 (2022)                      | 371                | modifier les données · modifier les données |
| Fleury             | 11145      | CA Grand Narbonne                              | 51,27            | 4 071 (2022)                      | 79                 | modifier les données · modifier les données |
| Cuxac-d'Aude       | 11116      | CA Grand Narbonne                              | 21,54            | 4 070 (2022)                      | 189                | modifier les données · modifier les données |
| Salles-d'Aude      | 11370      | CA Grand Narbonne                              | 18,15            | 3 280 (2022)                      | 181                | modifier les données · modifier les données |

#### Population
- Commune la plus peuplée : Narbonne (56 692 hab. en 2022)
- Commune la moins peuplée : Caunette-sur-Lauquet (11 hab. en 2022)

#### Superficie
- Commune la plus étendue : Narbonne (17 296 ha)
- Commune la moins étendue : Gramazie (200 ha)

## Transport

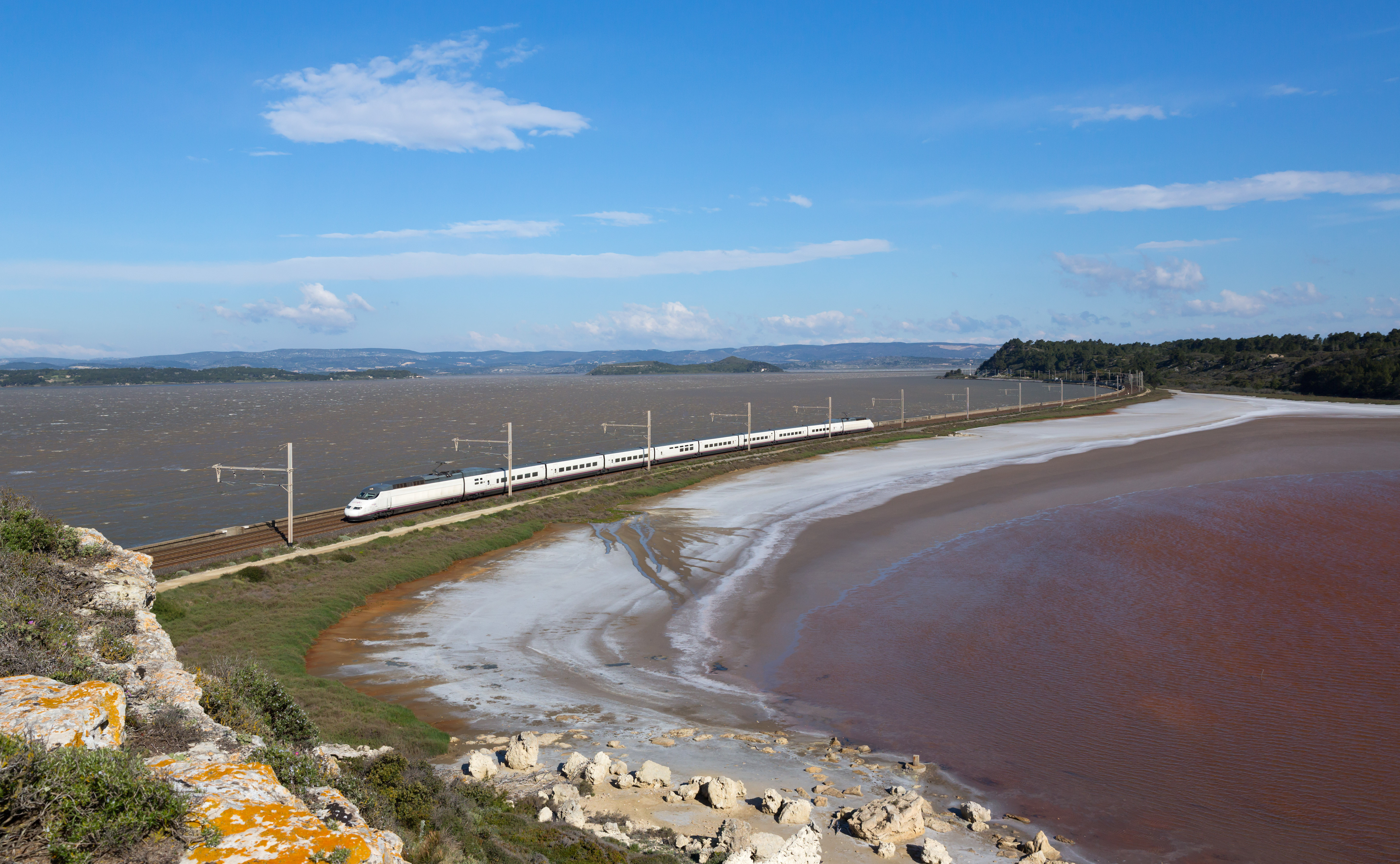
Un train Renfe série S-100 traverse l'étang de Bages et de Sigean dans l'Aude pour relier Barcelone et Toulouse. Mai 2016.

Deux grands axes routiers traversent le département de l'Aude. De l'ouest à l'est, l'autoroute des Deux Mers ou A61 permet de rejoindre Toulouse et Narbonne en passant par la préfecture de l'Aude, Carcassonne. Du nord au sud, en suivant la côte méditerranéenne, l'autoroute A9 permet de rejoindre l'Espagne vers le sud et Montpellier vers le nord.
Le réseau ferré suit le même trajet que le réseau routier. Il est constitué d'un réseau à faible vitesse mais un projet de construction d'une ligne à grande vitesse est en cours pour rejoindre l'Espagne dans le cadre du réseau ferroviaire transeuropéen (RTE).
Enfin, l'Aude est traversée par le canal du Midi qui est un axe fluvial majeur touristique permettant de passer de l'océan Atlantique à la mer Méditerranée. Il pénètre à l'ouest dans l'Aude au niveau du seuil de Naurouze puis rejoint la Méditerranée au niveau de Sète.
L'Aude est aussi un point d'échange à l'international avec le port de commerce de Port-la-Nouvelle.

## Politique

Les cantons de l'Aude

La population de l'Aude exprime des opinions royalistes jusqu’à la fin de la Restauration. En 1830, les idées républicaines progressent et feront de ce département un bastion de la gauche. Cette progression est symbolisée par deux hommes : Armand Barbès et Théophile Marcou. Armand Barbès apparaît comme le symbole du combat pour une République démocratique sociale.
C'est dans l'Aude que François Mitterrand réalisa son meilleur score lors de l'élection présidentielle de 1981 avec un peu plus de 63 % des voix.

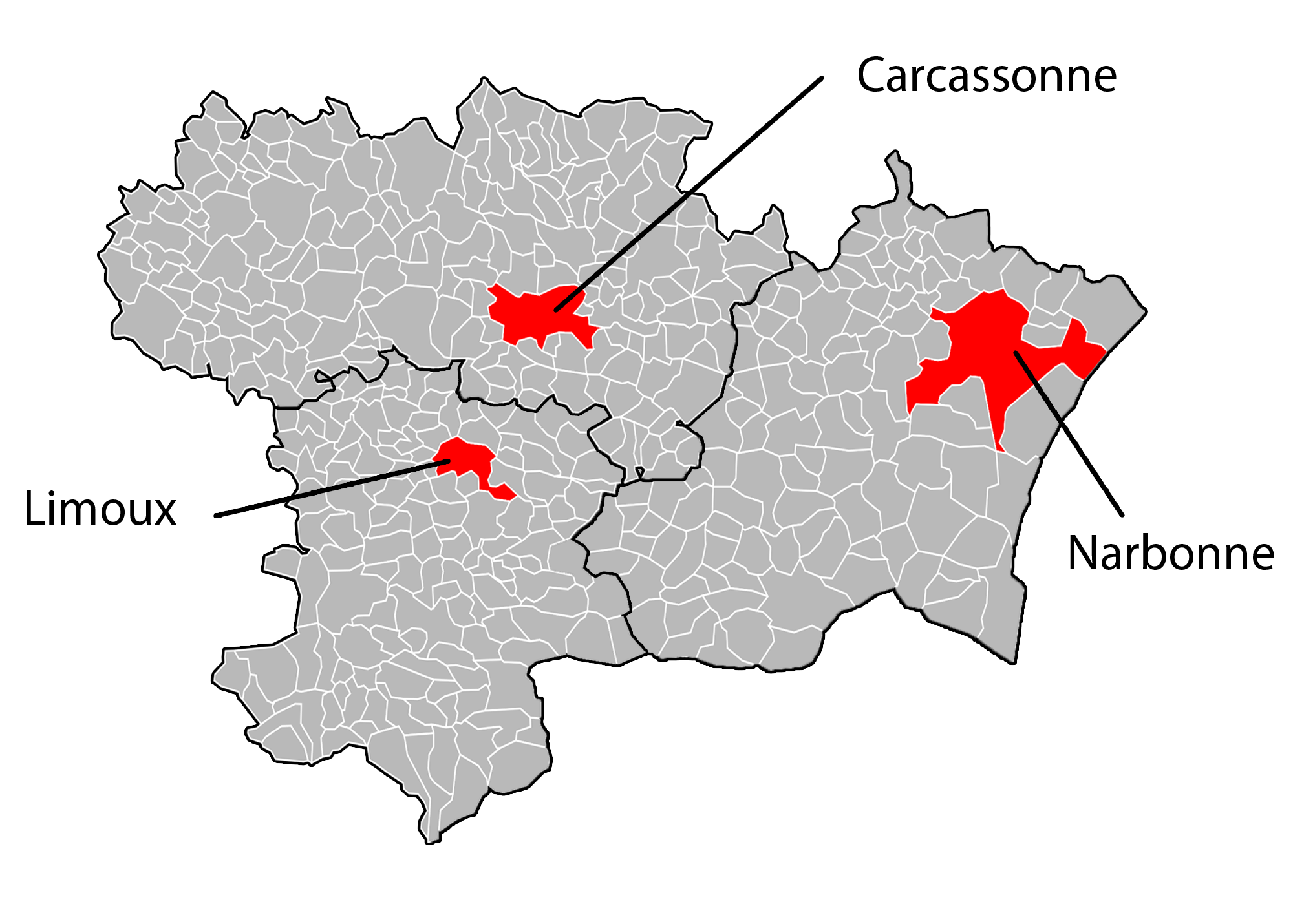
Les 3 arrondissements de l'Aude

Après avoir offert 19,81% à Jean-Marie Le Pen au premier tour de l'élection présidentielle de 2002, le département évolue progressivement vers l'extrême droite dans les années 2000 et 2010, jusqu'à accorder une majorité en voix à Marine Le Pen au second tour des élections présidentielles françaises de 2022 et faire élire trois députés RN aux élections législatives de la même année.
- Liste des députés de l'Aude
- Liste des sénateurs de l'Aude
- Liste des conseillers généraux de l'Aude
- Liste des préfets de l'Aude

## Éducation
Le département de l'Aude compte 367 établissements dans le premier degré, ce qui représente 30 055 élèves en 2005. Entre 2000 et 2006, les effectifs du primaire ont régulièrement augmenté, passant de 28 331 élèves à 30 489 élèves. Dans le secondaire, le département décompte 31 collèges et 17 lycées publics et privés pour environ 23 000 élèves en 2006.

## Culture

### Fêtes et traditions

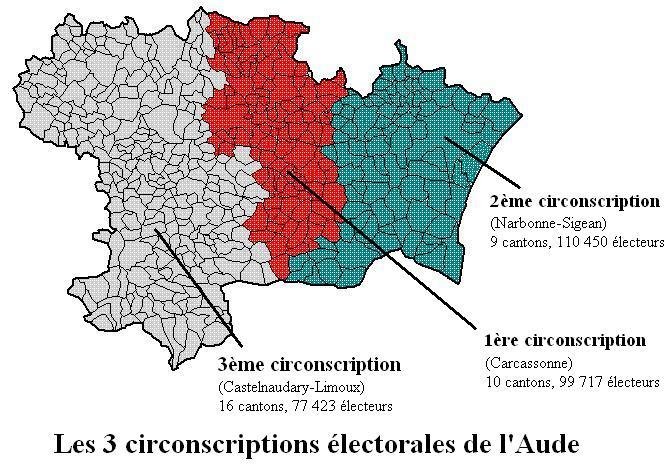
Les trois circonscriptions de l'Aude.

Le carnaval de Limoux est la fête du pays audois qui se déroule durant plus de dix semaines. C'est l'un des plus longs carnavals du monde. Il se déroule dans la ville de Limoux sur la place de la République tous les week-ends de mi-janvier à fin mars. Il se caractérise par des bandes en costumes de pierrot (les fécos) accompagnés de musiciens.
Dans la région limouxine, une fête de la gastronomie, Toques et clochers organisée par les vignerons du Sieur d'Arques, se déroule le week-end des Rameaux. Elle permet de vendre une grande quantité de vins afin de restaurer le patrimoine local.
L'été voit Narbonne s'animer avec ses Tempos d'Eté.
La Saint-Pierre, la fête des pêcheurs, est très vivace à Leucate et à Gruissan. Dans cette dernière commune, la Saint-Pierre s'accompagne d'un pèlerinage à Notre-Dame des Auzils.
Autre pèlerinage, celui de Notre-Dame de Marceille, en l'honneur de la Vierge du Dimanche.
Le Festival de Carcassonne est un rendez-vous éclectique chaque été dans la ville de Carcassonne : variété, théâtre, danse, opéra, musiques actuelles, musiques traditionnelles...
Le festival Voix d'étoiles à Port Leucate est un festival international des voix du cinéma d'animation.
Carcassonne voit aussi l'embrasement de la Cité à chaque quatorze juillet.
D'une façon plus littéraire, l'Aude est aussi liée au mystère entourant le trésor de l'abbé Saunière, et au sermon du Curé de Cucugnan. Les Banquets du Livre de Lagrasse attirent chaque année des rencontres littéraires et philosophiques.
L'Aude des chanteurs et musiciens, les plus connus étant Charles Trenet, Olivia Ruiz, et René Coll.

### Sport
Le rugby à XV est un sport très pratiqué dans l'Aude. Il apparaît dès le début du XXe siècle avec principalement le club de l'Union sportive Quillan Haute vallée qui domine la fin des années 1920 et remporte le titre en 1929 face au club de Lézignan-Corbières rugby league. L'équipe de Carcassonne sera leader après la Seconde Guerre mondiale. Puis ce sera le Racing Club Narbonnais, champion de France en 1936 et 1979, vainqueur à neuf reprises du  Challenge Yves du Manoir et finaliste du Bouclier européen 2001. Mais depuis peu, le rugby à XV audois a du mal à s'imposer dans un sport qui s'est mondialisé et professionnalisé. L'équipe de Carcassonne (Union Sportive Carcassonnaise) et de Narbonne (Racing-Club-Narbonne-Méditerranée) évoluent tout de même dans le championnat de Pro D2 avant de redescendre en Championnat de France de rugby à XV de Nationale.
L'Aude est la terre du rugby à XIII et les équipes de Limoux, Carcassonne et Lézignan évoluent dans l'élite. Puig-Aubert était un joueur emblématique du rugby à treize qui jouait à l'AS Carcassonne.
Le volley-ball est très présent dans l'Aude: le Narbonne Volley évolue en ProA et le Gruissan Volley Ball (Nationale II) est réputé pour ses nombreux titres chez les jeunes filles.
Chaque 15 août, dans la ville de Quillan s'organise un critérium cycliste, le critérium cycliste de Quillan. C'est le plus ancien des critériums cyclistes.
Le tour de l'Aude féminin faisait partie des événements cyclistes féminins les plus importants entre 1985 et 2010. Il avait lieu généralement au mois de mai et était l'une des trois étapes de la Coupe du Monde cycliste avec le Tour de France et le Tour d'Italie.
Le Mondial du vent, compétition nautique regroupant les kitesurfeurs, a lieu chaque année à Leucate-La Franqui.
En 1993, l'Aude a accueilli plusieurs épreuves des Jeux Méditerranéens : rugby, football, handball, canoé-kayak, voile. Depuis cette date, l'équipe de France de natation synchronisée s'entraîne à Narbonne et l'équipe de France de canoé-kayak utilise les infrastructures d'Axat.

### Gastronomie

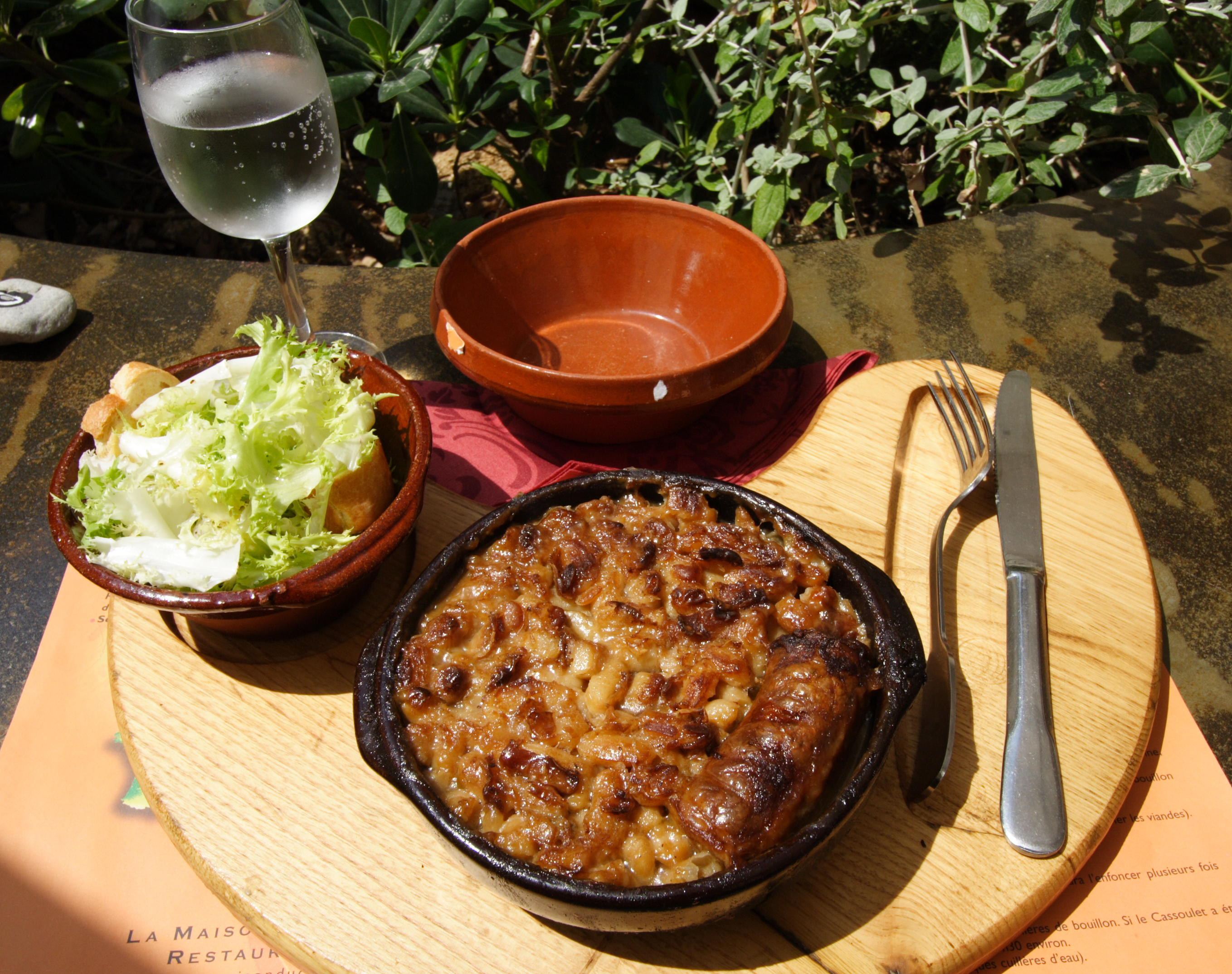
Menu cassoulet à Carcassonne.

Emblème de la gastronomie locale, le cassoulet de Castelnaudary fait à base de haricots blancs et de charcuterie est le plat typique du Lauragais audois. Le fréginat (plat traditionnel des Corbières), est présent dans tous les villages et les campagnes de ces montagnes. C'est une fricassée à base de viande de porc et de haricots blancs (lingots de Castelnaudary), le tout parfumé aux herbes de garrigue. Sur le littoral audois, la bourride d'anguilles est un plat de choix.
D'autres spécialités comme les huîtres de Gruissan et de Leucate ou la Pescajoune sont partie intégrante du patrimoine gastronomique local. L'huile d'olive est aussi un produit très répandu dans l'Aude et a fait la spécialité de Bize-Minervois. La carthagène est un vin de liqueur commercialisé par quelques producteurs. L'hypocras, un breuvage médiéval, est notamment produit dans les Corbières. Enfin, la blanquette de Limoux est un vin blanc pétillant très apprécié dans le département, dont l'origine remonte au XVIe siècle. C'est d'ailleurs le plus vieux vin pétillant connu, bien avant le champagne.

### Langue occitane
La langue occitane est parlée dans l'Aude dans sa variante languedocienne. Le nom du département se dit Aude (pr. ['awde]) en occitan.
Dans l'Aude, l'occitan est très peu utilisé de façon écrite avant le XIe siècle, mais plusieurs poètes et troubadours comme Raimon de Miraval utilisent la langue fondée sur l'amour courtois au XIIe siècle et au XIIIe siècle. Aux XIVe et XVe siècles, l'occitan est utilisé pour rédiger les écrits administratifs locaux. Au XVIe siècle, la langue d'oc est moins utilisée au profit de la langue du roi, le français, dont l'utilisation est rendue obligatoire par l'édit de Villers-Cotterêts en 1539. Elle survit cependant très bien dans la population jusqu'au XXe siècle et l'instauration de l'école publique et obligatoire en français.
D'après Abel Hugo, en 1835, la langue française était en usage dans les villes du département, mais on y parlait aussi communément le languedocien. Cet idiome était à l'époque celui des habitants des campagnes, qui pour la plupart, n'entendaient pas le français. Il y a même quelques petites villes où les prêtres, comme dans les villages, prêchaient en dialecte.
Dans les années 1970 et 1980, de nouvelles revendications apparaissent avec le combat pour la dignité de la langue et son enseignement. Le discours occitaniste touche un public élargi et des chanteurs comme Claudi Marti ou Mans de Brèish ou La Sauze prônent l'utilisation de l'occitan.

## Tourisme

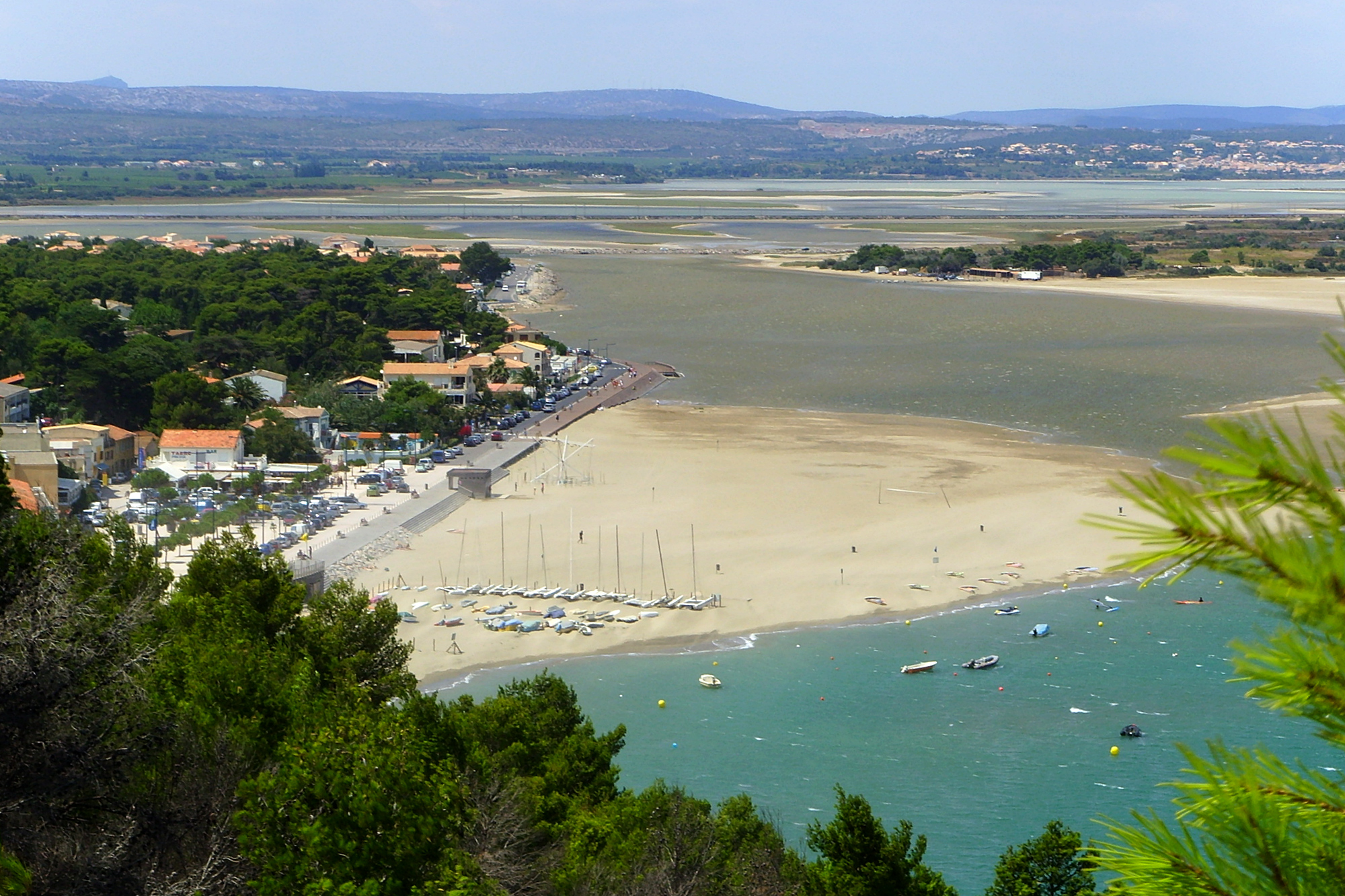
Plage de Leucate-La Franqui.

L'Aude est un département touristique possédant un patrimoine culturel important et des sites naturels très variés. Depuis les années 1990, l'Aude a développé l'attrait de son territoire en misant sur le développement de la publicité autour du catharisme. L'Aude a ainsi été nommé Pays Cathare par le Conseil Général afin de marquer le caractère authentique et mystérieux du département, notamment avec ses nombreux châteaux cathares.
Le tourisme est aussi favorisé grâce à un parc hôtelier toutes catégories de 364 500 lits disponibles à l’année. L'Aude estime sa fréquentation touristique à 16 740 800 nuitées en 2014 pour un chiffre d’affaires de 842 000 000 euros permettant d'occuper 5 800 emplois directs et 9 500 emplois saisonniers.
Dans un secteur très limité de la vallée de l'Orbiel, le département a eu ponctuellement des problèmes de pollution à cause de ses mines d'or désaffectées (mercure et arsenic).

### Patrimoine architectural et urbain de l’Aude
L'Aude possède une quinzaine de bastides, construites après le traité de Meaux en 1229, lorsque la région est rattachée à la couronne capétienne. La bastide est un type d'urbanisation basé sur un quadrillage créé d'un seul jet et placé sur un site nouveau sans construction. Le but de telles constructions est d'affaiblir les seigneurs locaux et d'attirer la population vers de nouveaux centres économiques. Ces bastides entrent en concurrence avec les villages castraux centrés sur un pouvoir ecclésiastique ou seigneurial. Chalabre, Camps-sur-l'Agly, bastide Saint-Louis à Carcassonne sont des exemples de bastides de l'Aude. Plusieurs villages circulaires castraux ou ecclésiaux existent aussi, dont celui d'origine médiéval de Bram qui est le plus important.

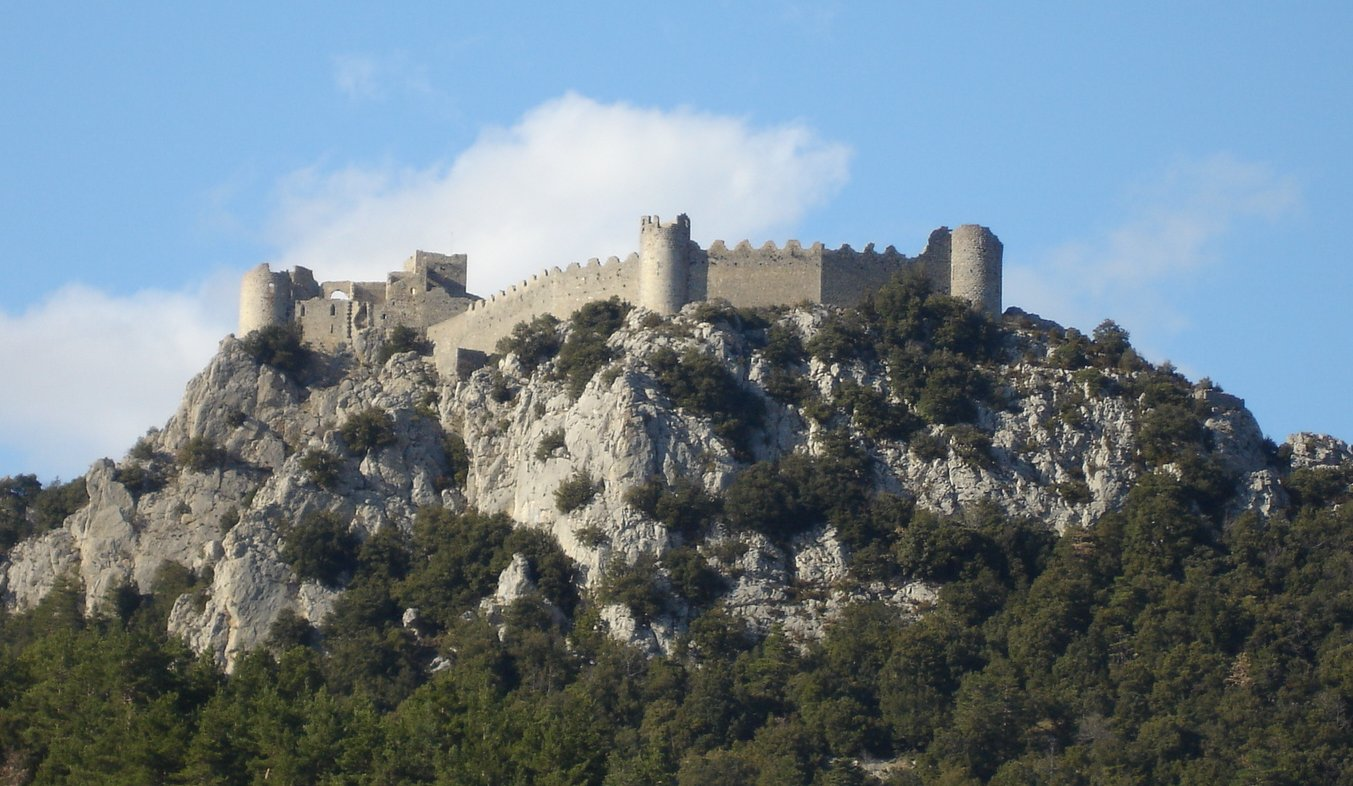
Château de Puilaurens.

Le département possède de nombreux châteaux qui sont mis en valeur par le conseil départemental de l'Aude afin de stimuler le tourisme. Les forteresses sont souvent situées sur des pitons rocheux, comme le château de Quéribus ou les châteaux de Lastours, leur donnant une position stratégique. La cité de Carcassonne était le centre logistique du pays lors des conflits avec le royaume d'Aragon.

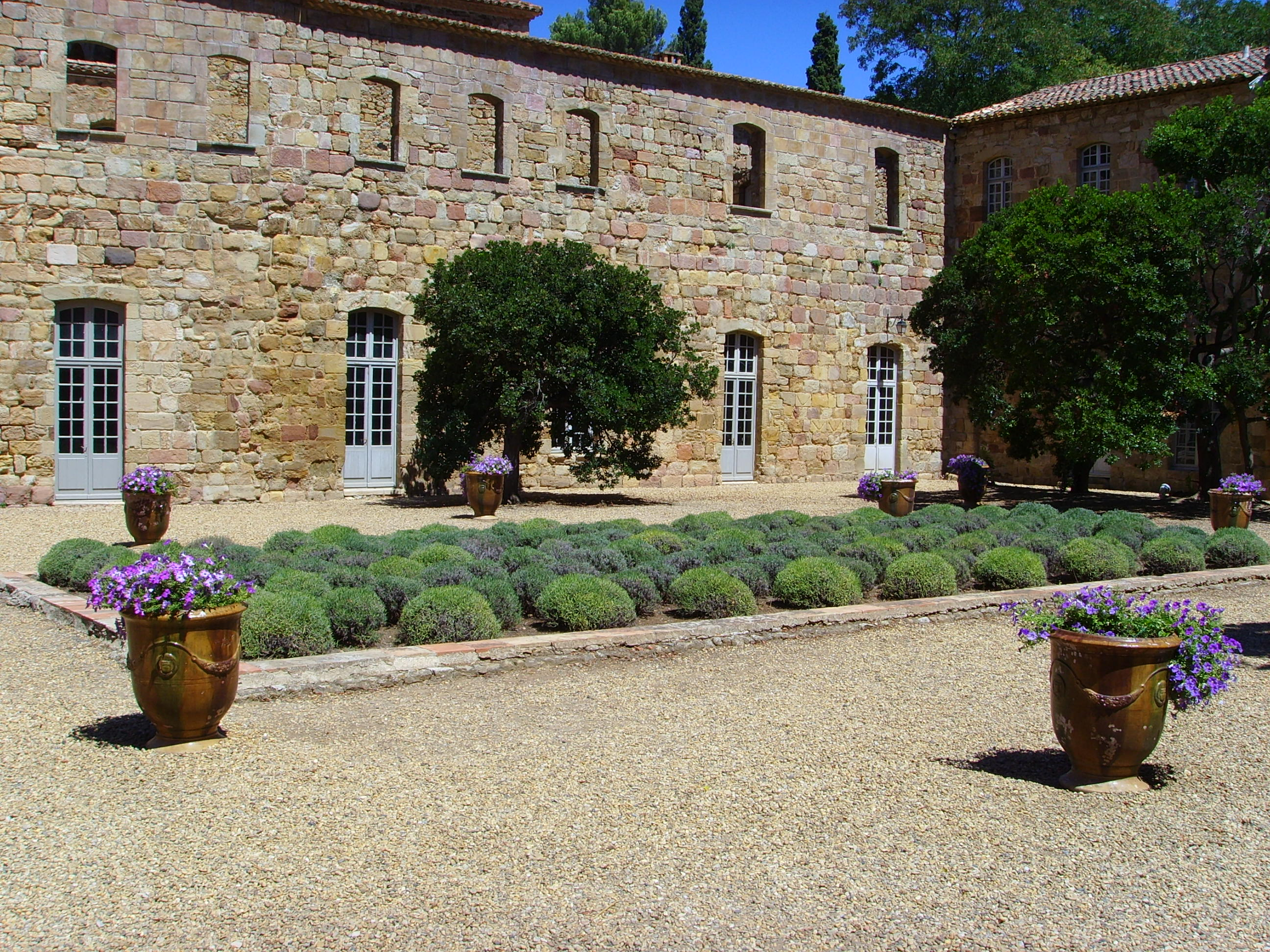
Abbaye de Fontfroide, haut-lieu touristique de l'Aude.

De nombreuses abbayes sont dispersées dans le département de l'Aude. Les plus connues sont l'abbaye de Fontfroide, l'abbaye Sainte-Marie de Lagrasse, l'abbaye de Caunes-Minervois, l'abbaye Sainte-Marie de Villelongue ou l'abbaye de Saint-Hilaire.
La cathédrale Saint-Just-et-Saint-Pasteur est une cathédrale gothique remarquable et inachevée. C'est un des symboles de la présence française en terre du Languedoc au Moyen Âge.

### Spéléologie
L'Aude détient de nombreuses cavités naturelles et souterraines propices à la spéléologie. Le pays de Sault est constitué de calcaire, l'une des plus vastes zones des Pyrénées, favorable à la formation de cavités. On y trouve de nombreux barrenc, le nom local pour les gouffres. Ce plateau abrite notamment une grotte, le TM71 qui est une superbe cavité classée comme réserve naturelle depuis 1987. C'est un cas unique en France.
D'autres cavités naturelles de l'Aude contiennent des concrétions comme le gouffre de Cabrespine, la grotte de l'Aguzou ou la grotte de Limousis. Cette dernière contient le plus gros bloc d'aragonite découvert. Dans le massif des Corbières, sur le plateau de Lacamp, se trouvent des cavités particulières formées de roches détritiques (marnes, argiles et poudingues) creusées par l'érosion.

### Sports d'hiver et montagne
La station de ski de Camurac dans les Pyrénées audoises, accueille les amateurs de ski alpin, de raquettes et de randonnée dans une ambiance familiale et contribue à l'économie de tout le Pays de Sault. Camurac est aussi une station verte avec de nombreuses activités de pleine nature. En suivant le sentier cathare qui traverse les gorges de la Frau, le château de Montségur est à quelques kilomètres. Le célèbre village de Montaillou est voisin de Camurac. Les nombreux hébergements touristiques du plateau de Sault accueillent vacanciers et visiteurs.

### Les résidences secondaires
Selon le recensement général de la population du 1er janvier 2008, 26,5 % des logements disponibles dans le département étaient des résidences secondaires.
Ce tableau indique les principales communes de l'Aude dont les résidences secondaires et occasionnelles dépassent 10 % des logements totaux en 2008 :
| Ville                   | Population municipale | Nombre de logements | Résidences secondaires | % rés. secondaires |
| ----------------------- | --------------------- | ------------------- | ---------------------- | ------------------ |
| Leucate                 | 3 858                 | 15 589              | 13 482                 | 86,49 %            |
| Gruissan                | 4 410                 | 12 570              | 10 305                 | 81,98 %            |
| Fleury (d'Aude)         | 3 162                 | 9 081               | 7 381                  | 81,28 %            |
| Port-la-Nouvelle        | 5 603                 | 7 524               | 4 573                  | 60,77 %            |
| Fitou                   | 868                   | 1 004               | 523                    | 52,04 %            |
| Puivert                 | 508                   | 457                 | 203                    | 44,42 %            |
| Paziols                 | 517                   | 457                 | 203                    | 44,33 %            |
| Roquefort-des-Corbières | 929                   | 677                 | 243                    | 35,92 %            |
| Saissac                 | 981                   | 673                 | 224                    | 33,29 %            |
| Fabrezan                | 1 242                 | 866                 | 271                    | 31,31 %            |
| Azille                  | 1 140                 | 800                 | 238                    | 29,79 %            |
| La Palme                | 1 508                 | 1 002               | 273                    | 27,25 %            |
| Caunes-Minervois        | 1 598                 | 946                 | 213                    | 22,54 %            |
| Sigean                  | 5 163                 | 3 102               | 622                    | 20,05 %            |
| Narbonne                | 51 005                | 31 747              | 5 304                  | 16,71 %            |
| Quillan                 | 3 405                 | 2 330               | 358                    | 15,37 %            |

- Source Insee, chiffres au 01/01/2008.

## L'Aude dans l'art

### Au cinéma
Toute la diversité du paysage, son authenticité et la singularité de ses monuments ont attiré de nombreux cinéastes. Ainsi, la cité de Carcassonne est le lieu de nombreux tournages. Le parfait état de cette cité offre en effet des décors rêvés pour les films historiques. En 1908, les cinéastes délaissent les décors sur toile et Louis Feuillade filme devant les tours de la cité pour le retour du croisé, serment de fiançailles ou la guitare enchantée. En 1924, des films à gros moyens sont produits comme Le Miracle des loups de Raymond Bernard. En 1928, pour le bimillénaire de la cité de Carcassonne, Jean Renoir réalise Le Tournoi dans la cité. En 1965, la cité de Carcassonne apparaît dans Le Corniaud de Gérard Oury. En 1968 Le Petit Baigneur de Robert Dhéry (avec Louis de Funès et Michel Galabru) est tourné aux Cabanes de Fleury (embouchure de l'Aude).
Plus récemment, le château comtal de la cité sert de décor pour Les Visiteurs de Jean-Marie Poiré en 1992 tandis que le château de Puivert est utilisé dans La Passion Béatrice de Bertrand Tavernier en 1987 et La Neuvième Porte de Roman Polanski en 1999. La plage de Gruissan est présente dans 37°2 le matin de Jean-Jacques Beineix.

### Vu par les peintres
Comme pour le cinéma, la cité de Carcassonne attira de grands peintres. Jacques Ourtal est celui qui peignit le plus la cité en essayant de reproduire la cité à différentes époques. On peut retrouver « les quatre époques de La Cité » servant de décors pour L'Hôtel de la Cité.
Une autre artiste audoise, Marie-Louise Petiet, est connue pour sa retranscription de scènes de la vie populaire comme La marchande d'oranges ou La jeune fille aux oies. Plusieurs de ses œuvres sont visibles au musée Petiet de Limoux. Les blanchisseuses représentant une scène de leçon de blanchisserie est particulièrement remarquable et connu. Enfin, durant la même période, Paul Sibra peint de nombreux paysages de l'Aude avec des peintures des Corbières, du Lauragais, de Castelnaudary et des villages perchés sur des buttes.
Achille Laugé (1861 Arzens, 1944 Cailhau), incompris à cause de sa technique pointilliste, a su rendre l'éclosion du printemps, notamment avec les genêts et les amandiers en fleur.
Un autre artiste peintre, Lina Bill (Louis Bonnot), né à Gruissan en 1855 et mort à Avignon en 1936, a peint la Provence et la Méditerranée (musées de Narbonne, de Carcassonne, et musée d'Orsay à Paris).

## Personnalités de l’Aude
- Publius Terentius Varro Atacinus (82-37 av. J.-C.), poète épique romain
- Saint Prudent (IIIe siècle), archidiacre de Narbonne et martyr
- Saint Sébastien (IIIe siècle), martyr, d'après la légende, il serait un Gaulois narbonnais
- Ermengarde de Narbonne (1127-1196), vicomtesse de Narbonne
- Raimond-Roger Trencavel (1185-1209), vicomte de Carcassonne et membre de la maison Trencavel, héros et de la croisade des albigeois.
- Fabre d'Eglantine (1750-1794), compositeur, acteur, dramaturge, et homme politique, guillotiné pendant la Terreur
- Guillaume Peyrusse (1776-1860), trésorier général de la Couronne pendant les Cent-Jours, maire de Carcassonne
- Félix Barthe (1795-1863), ministre de l'Instruction publique et des Cultes, puis ministre de la Justice et premier président de la Cour des comptes.
- Ferdinand-Auguste Lapasset (Saint-Martin-de-Ré 1817, Toulouse 1875). Général de division français élu conseiller général du département.
- Charles Cros (1842-1888), poète et scientifique, il est à l'origine du procédé de la photographie couleur et du phonographe
- Armand Gauthier (1850-1926), homme politique, ministre, président du conseil général de l'Aude (1901-1902, 1905-1906, 1908-1921)
- Marcelin Albert (1851-1921), figure de proue de la révolte des vignerons de 1907
- Paul Sabatier (1854-1941), chimiste français, né à Carcassonne, Prix Nobel de chimie 1912
- Paul Combes (1858-1921), organiste et compositeur
- Prosper Montagné (1865-1948), chef cuisinier, auteur de nombreux ouvrages sur la gastronomie
- Louis Martrou (1866-1954), viticulteur et pionnier de la spéléologie en France
- Léon Blum (1872-1950), homme politique élu député puis président du Conseil en 1936.
- Albert Sarraut (1872-1962), homme d'État, président du Conseil en 1933 et 1936. Président du Conseil général de l'Aude (1921-1940)
- Henry de Monfreid (1879-1974), aventurier et écrivain, auteur de nombreux ouvrages dont Les Secrets de la mer rouge
- Loís Alibèrt (1884-1959) linguiste occitan, auteur notamment d'une grammaire, et accessoirement d'un dictionnaire, bases de la norme classique de l'occitan
- Benjamin Crémieux (1888-1944), écrivain, docteur ès lettres, mort en déportation à Buchenwald
- Pierre Reverdy (1889-1960), écrivain précurseur du surréalisme
- Joseph Delteil (1894-1978) écrivain originaire de Pieusse
- Joë Bousquet (1897-1950), poète et écrivain surréaliste
- René Iché (1897-1954), sculpteur moderne et résistant
- André Boyer-Mas (1904-1972), ecclésiastique et diplomate, né à Carcassonne
- Roger Peyrefitte (1907-2000), écrivain
- Georges Guille (1909-1985), homme politique de la SFIO, ancien ministre de l'énergie nucléaire, président du conseil général de l'Aude (1945-1948 et 1951-1976)
- Gaston Bonheur (Gaston Tesseyre) (1913-1980) né à Barbaira. Journaliste et romancier.
- Charles Trenet (1913-2001), chanteur et poète né à Narbonne
- Jean Cau (1925-1993), écrivain, prix Goncourt, journaliste né à Bram, il fut le secrétaire de Jean-Paul Sartre
- Raymond Courrière (1932-2006), ancien Secrétaire d'État (1981-1986) et président du conseil général (1987-1998)
- Amédée Domenech (1933-2003), ancien rugbyman international
- Jean Guilaine (1936-), archéologue, né à Carcassonne, membre de l'Académie des inscriptions et belles-lettres
- Albert Fert (1938-), physicien français, né à Carcassonne, Prix Nobel de physique 2007
- Gérard Schivardi (1950-), maire de Mailhac, candidat à l'élection présidentielle française de 2007
- Didier Codorniou (1958-), ancien rugbyman international ayant joué au RC Narbonne et devenu maire de Gruissan
- Arnaud Beltrame (1973-2018), colonel de gendarmerie au comportement héroïque
- Olivia Ruiz (1980-), chanteuse née à Carcassonne
- Dimitri Szarzewski (1983-), talonneur de l'Équipe de France de rugby à XV
- Camille Lacourt (1985-), nageur né à Narbonne
- Famille Spanghero , célèbres joueurs de rugby à XV, ayant tous commencé leur carrière au RC Narbonne

## Divers
C'est dans l'Aude qu'a été créée la première radio occitane de la région Languedoc-Roussillon : Ràdio Lenga d'òc 95.5 FM.